# Prads-Haute-Bléone
Prads-Haute-Bléone (prononcer [pʁats ot bleɔn] ; Prats Auta Blèuna en occitan vivaro-alpin selon la norme classique, Prads Auto-Blèuno selon la norme mistralienne) est une commune française, située dans le département des Alpes-de-Haute-Provence en région Provence-Alpes-Côte d'Azur.
Le nom de ses habitants est Pradins.
Elle résulte des fusions successives des communes de Prads et Blégiers en 1978 et de Mariaud en 1973.

## Géographie

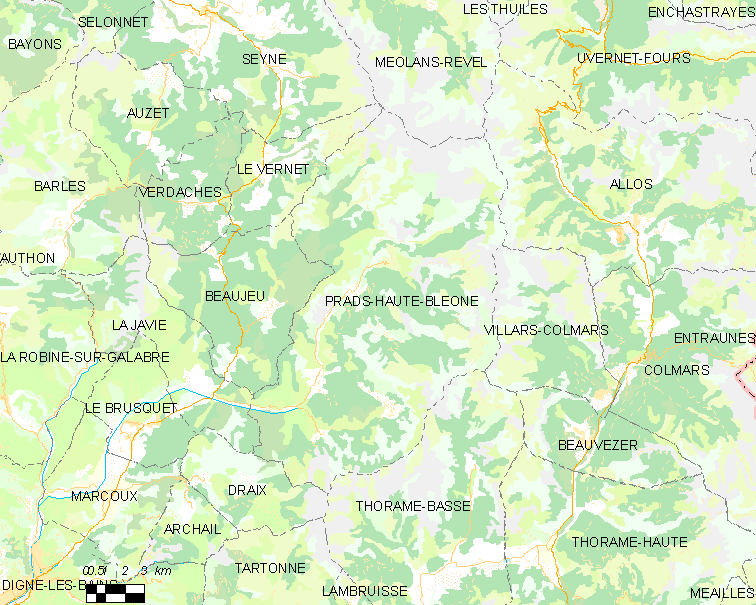
Prads-Haute-Bléone et les communes voisines (Cliquez sur la carte pour accéder à une grande carte avec la légende).

Les communes limitrophes de Prads-Haute-Bléone sont Méolans-Revel, Allos, Villars-Colmars, Thorame-Basse, Draix, La Javie, Beaujeu et Le Vernet.
La commune de Prads-Haute-Bléone s'étend sur 16 500 hectares, elle est composée de 9 hameaux dont l'altitude varie de 800 à 1 450 mètres. Le chef-lieu Prads se situe à 1 048 mètres, et le plus haut sommet est la Tête de l'Estrop à 2 961 mètres (dans le massif des Trois-Évêchés) ; c'est dire l'importance de son relief.
C'est la commune type des hautes vallées des Alpes du Sud, elle bénéficie d'un climat très ensoleillé, froid sec, et neige à partir de 1 800 mètres environ.

### Géologie
Lors des deux dernières grandes glaciations, la glaciation de Riss et la glaciation de Würm, d’importants glaciers occupent les vallées de la commune. Un premier glacier, réduit, occupe le sommet de la vallée du Galèbre (ancienne commune de Mariaud). Un grand glacier s’écoule dans la vallée de la Bléone ; il reçoit des glaciers affluents des vallées du Ravin du Bussing, du Riou et du Ravin du Jet des Eaux, du Riou de l’Aune. Le glacier de Riss descendait jusqu’à Blégiers ; celui de Würm est moins épais et s’arrête au-dessous d’Heyre.
Les vallons de l’entrée sud de la commune (Champourcin, Chanolles, Blégiers) sont situés dans des montagnes calcaires datant du Jurassique. Plus en amont et rive gauche de la Bléone, les crêtes du Carton et de la Chau sont des formations calcaires plus récentes du Crétacé supérieur. En face de ces formations, rive droite, le chaînon qui sépare la vallée de la Bléone de celle de la Galabre est formé de calcaires Bathoniens. Ces bancs de calcaires marneux, peu épais (moins d’un mètre), alternent avec des marnes schisteuses.

### Relief

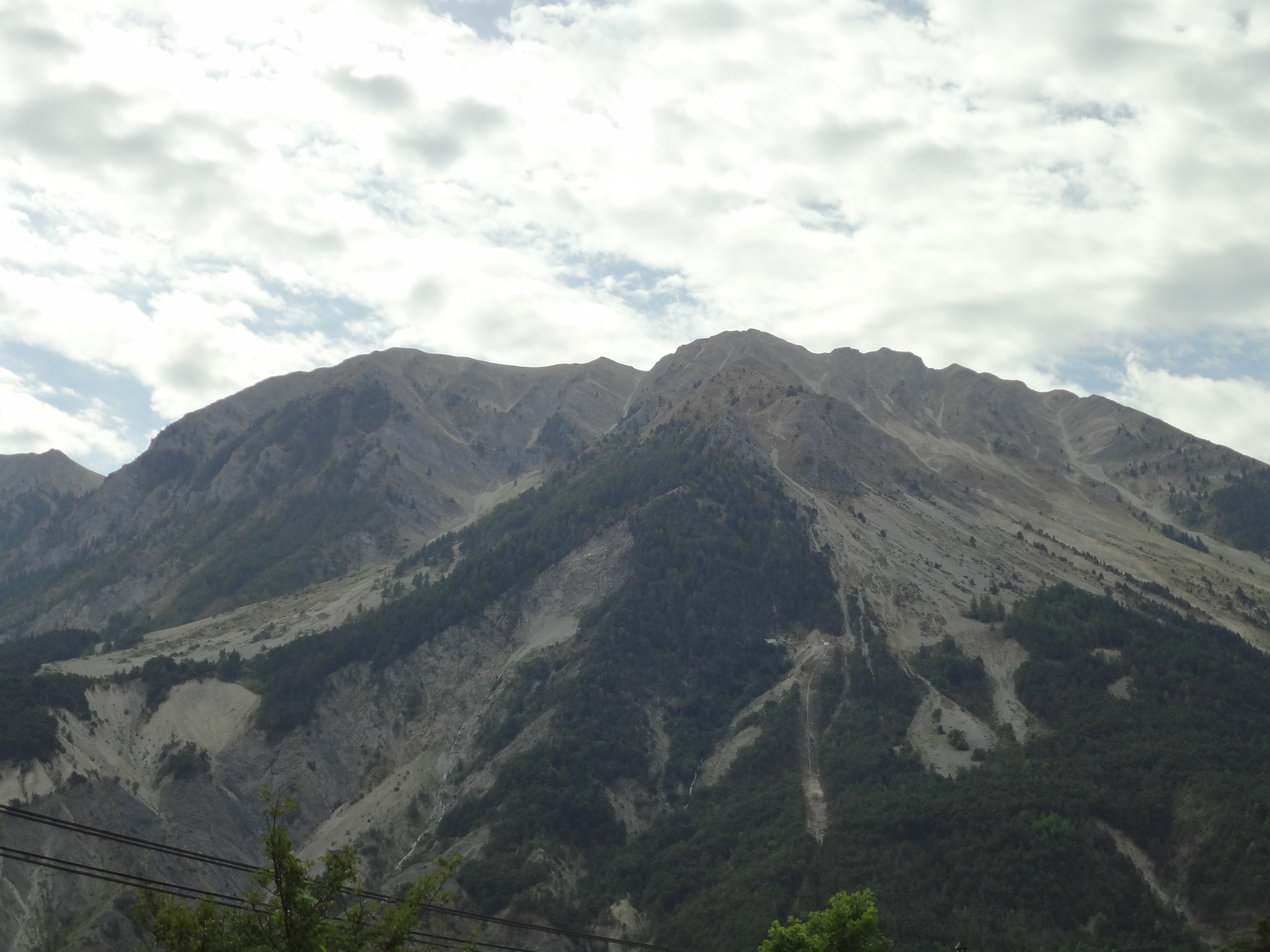
Sommet du Cheval Blanc, vu du nord.

- Tête de l'Estrop (2 961 m)
- Tête noire ;
- le Caduc ;
- col de Talon

### Hydrographie
La commune est traversée par la Bléone et la Galabre.

### Environnement
La commune compte 7 500 ha de bois et forêts, soit 45 % de sa superficie.

### Hameaux
- commune de Prads : 
  - Prads ;
  - Tercier ;
  - les Eaux Chaudes (ancien camp en ruines) ;
  - la Favière ;
- ancienne commune de Blégiers :
  - Blégiers ;
  - Champourcin ;
  - Chanolles ;
  - Chavailles ;
  - la Colle (inhabité depuis 1982) ;
  - les Combes ;
  - Heyre ;
- ancienne commune de Mariaud :
  - l’Adrech (inhabité depuis 1928) ;
  - l’Immérée (inhabité depuis 1914) ;
  - Pié Fourcha (inhabité depuis 1934) ;
  - Saume Longue ;
  - Vière (inhabité depuis 1934, en cours de restauration)

Villages et hameaux de Prads-Haute-Bléone.
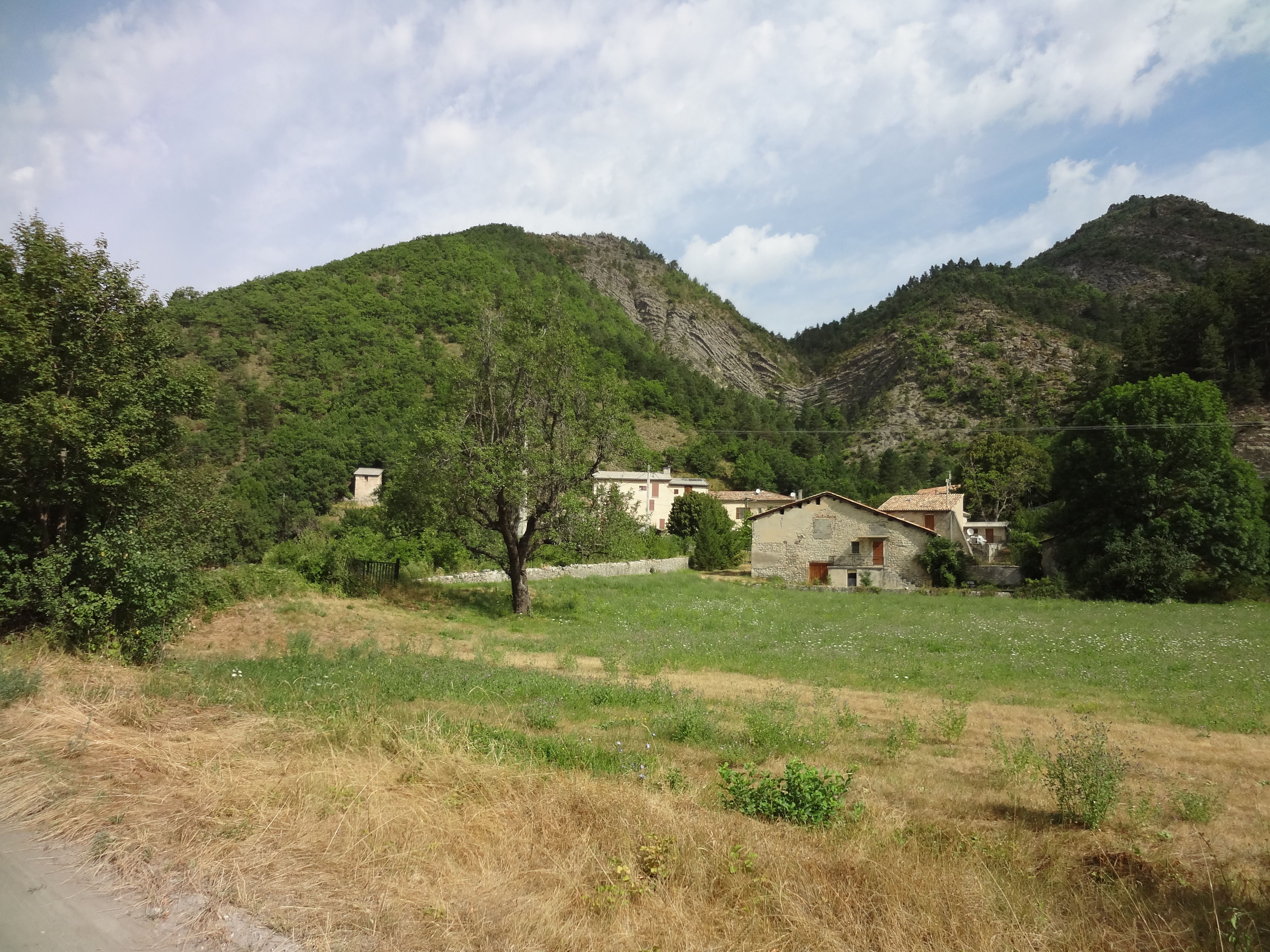
Hameau de Champourcin
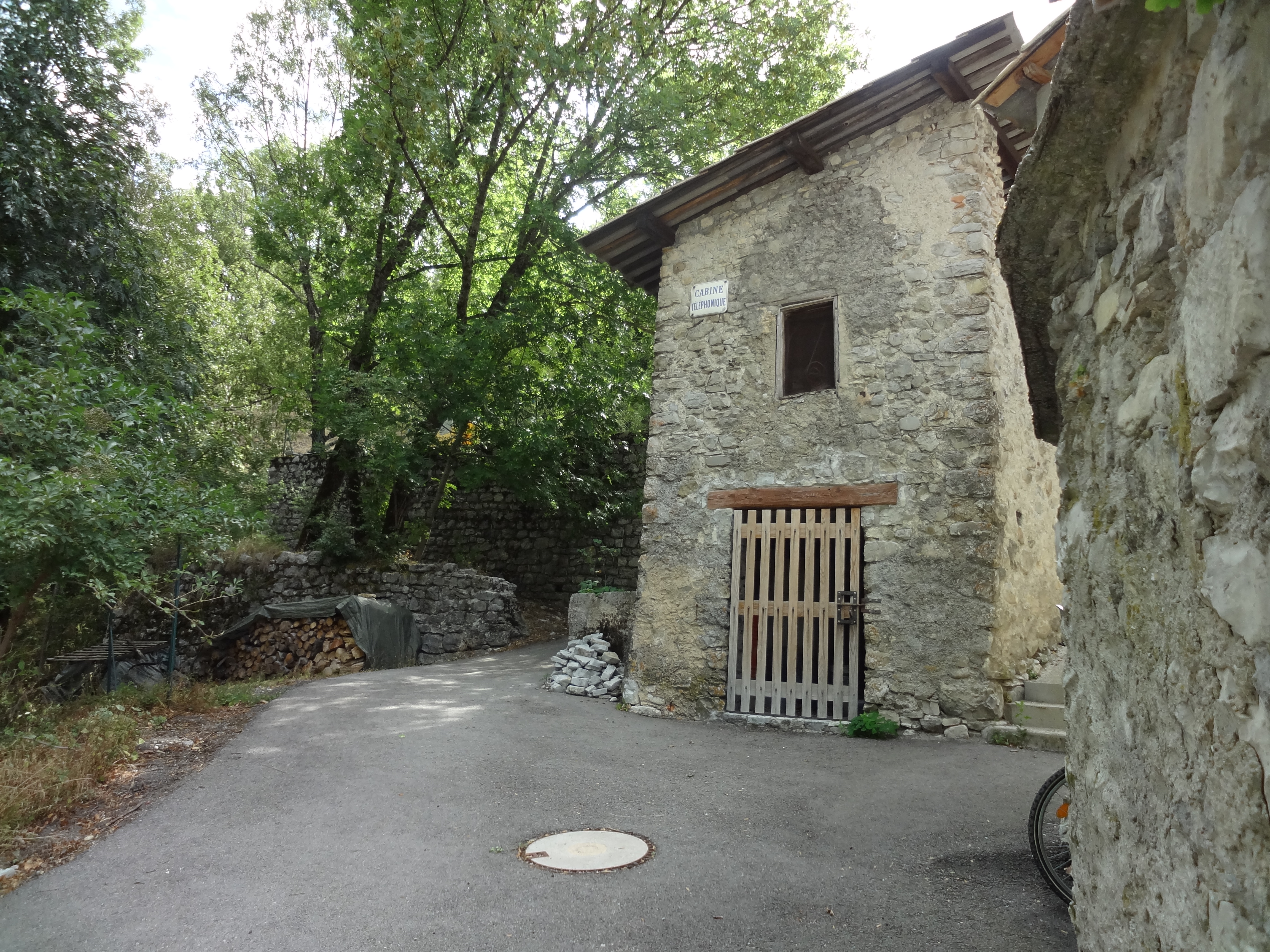
Cabine téléphonique logée dans une vieille maison à Chanolles
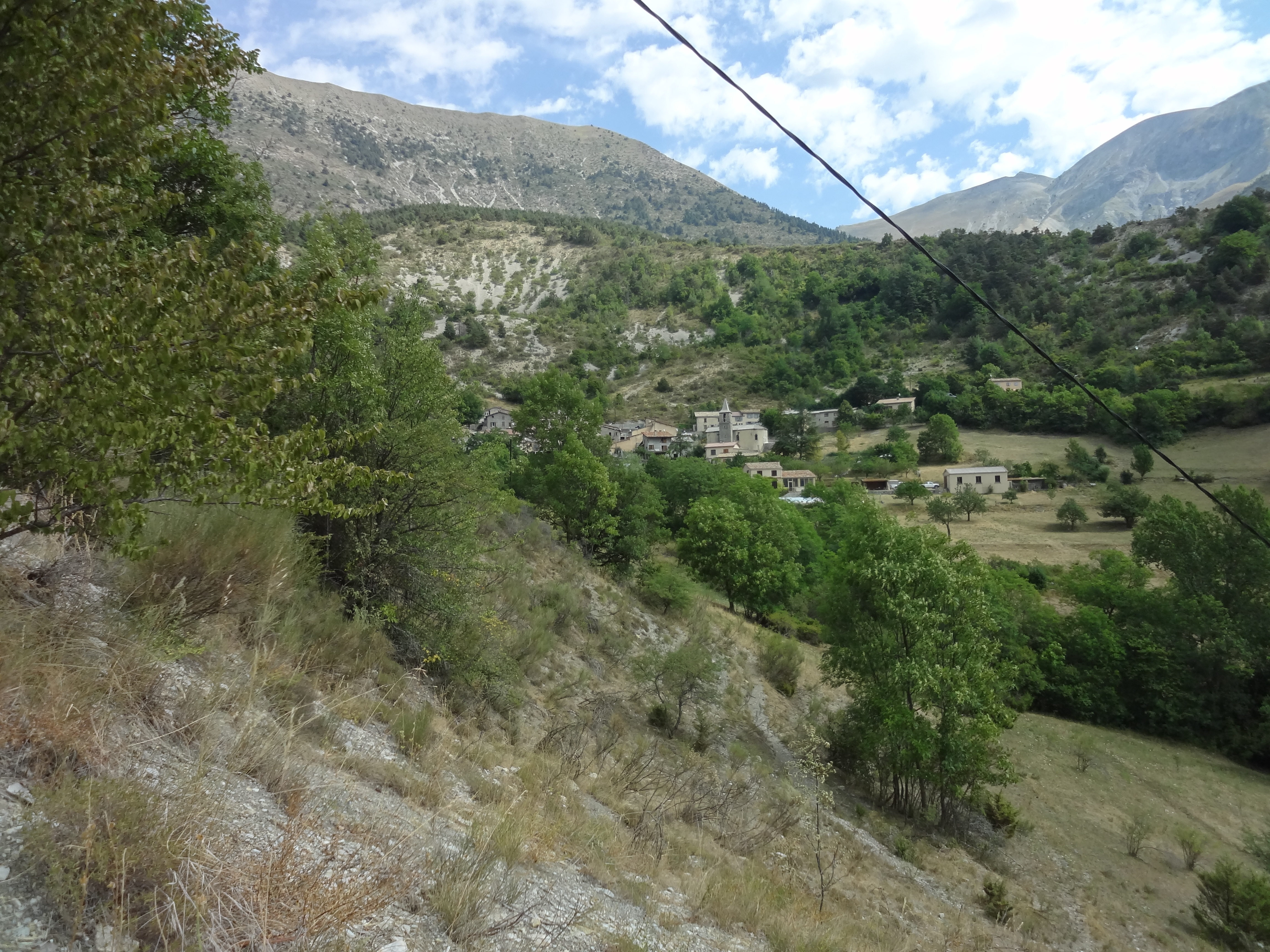
Hameau de Chavailles
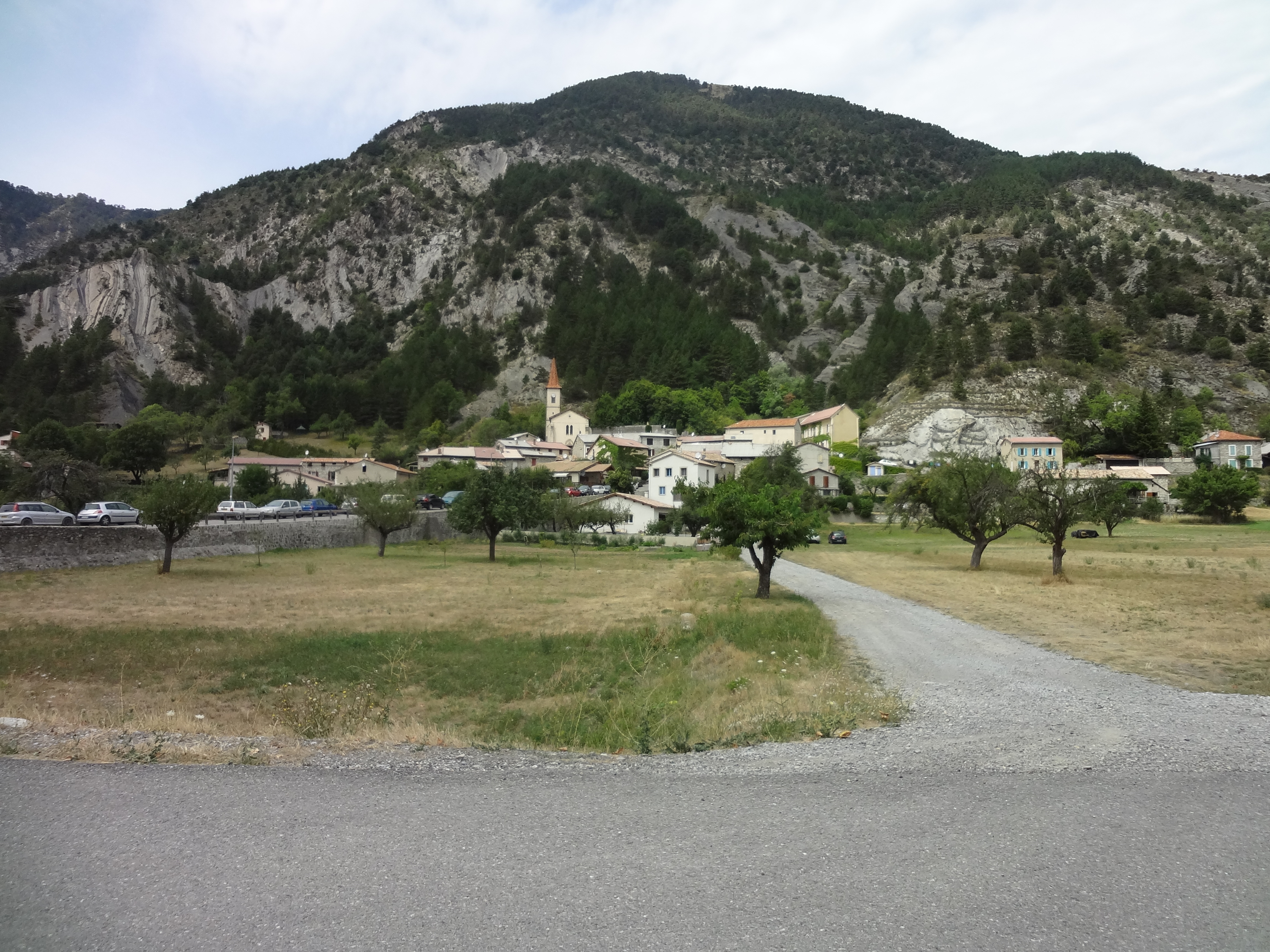
Village des Prads
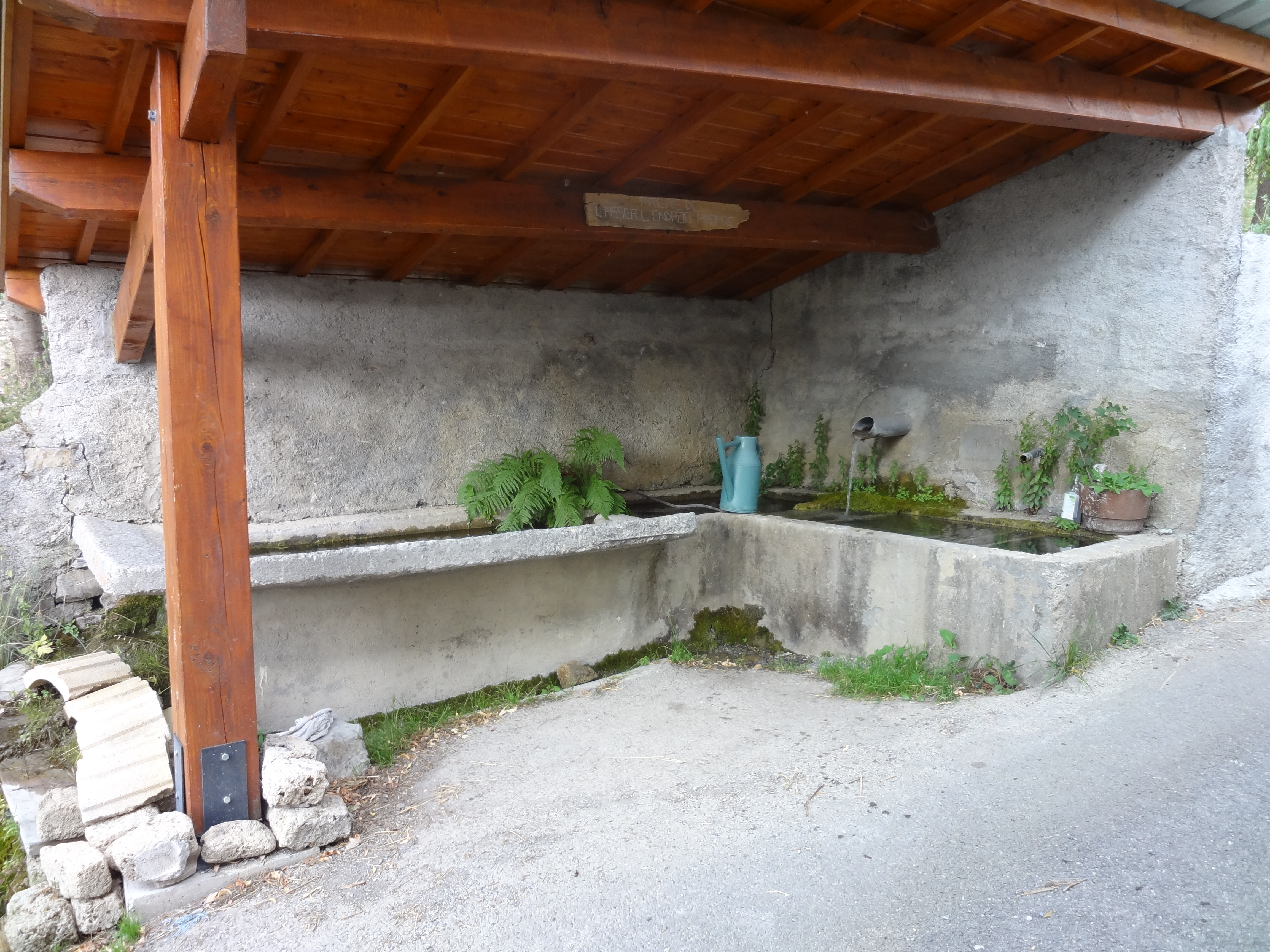
Lavoir à Saume-Longue (Mariaud)

### Transports

Routes et ponts à Prads-Haute-Bléone.
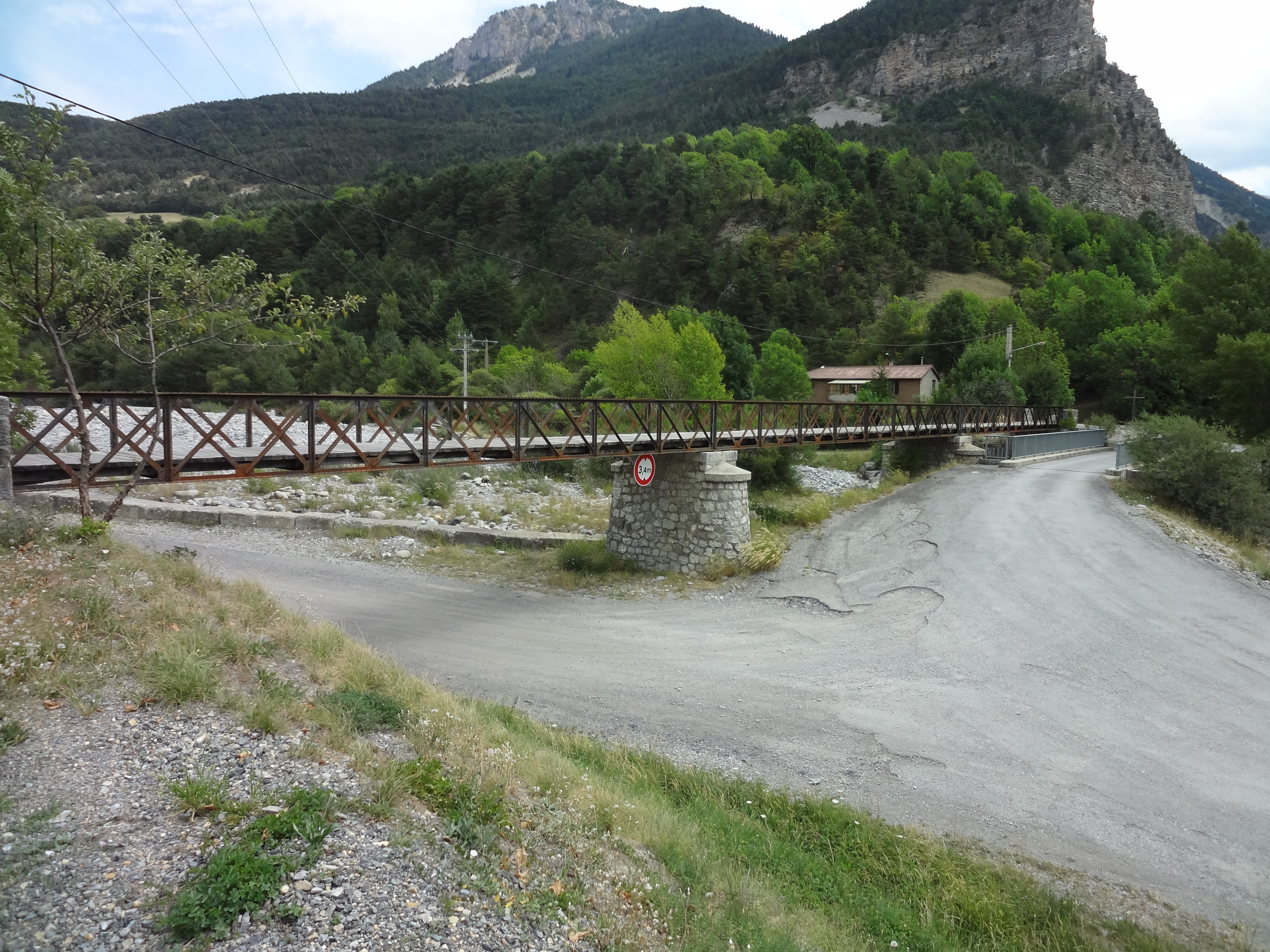
Ancienne passerelle sur la Bléone, entre Prads et Tercier.
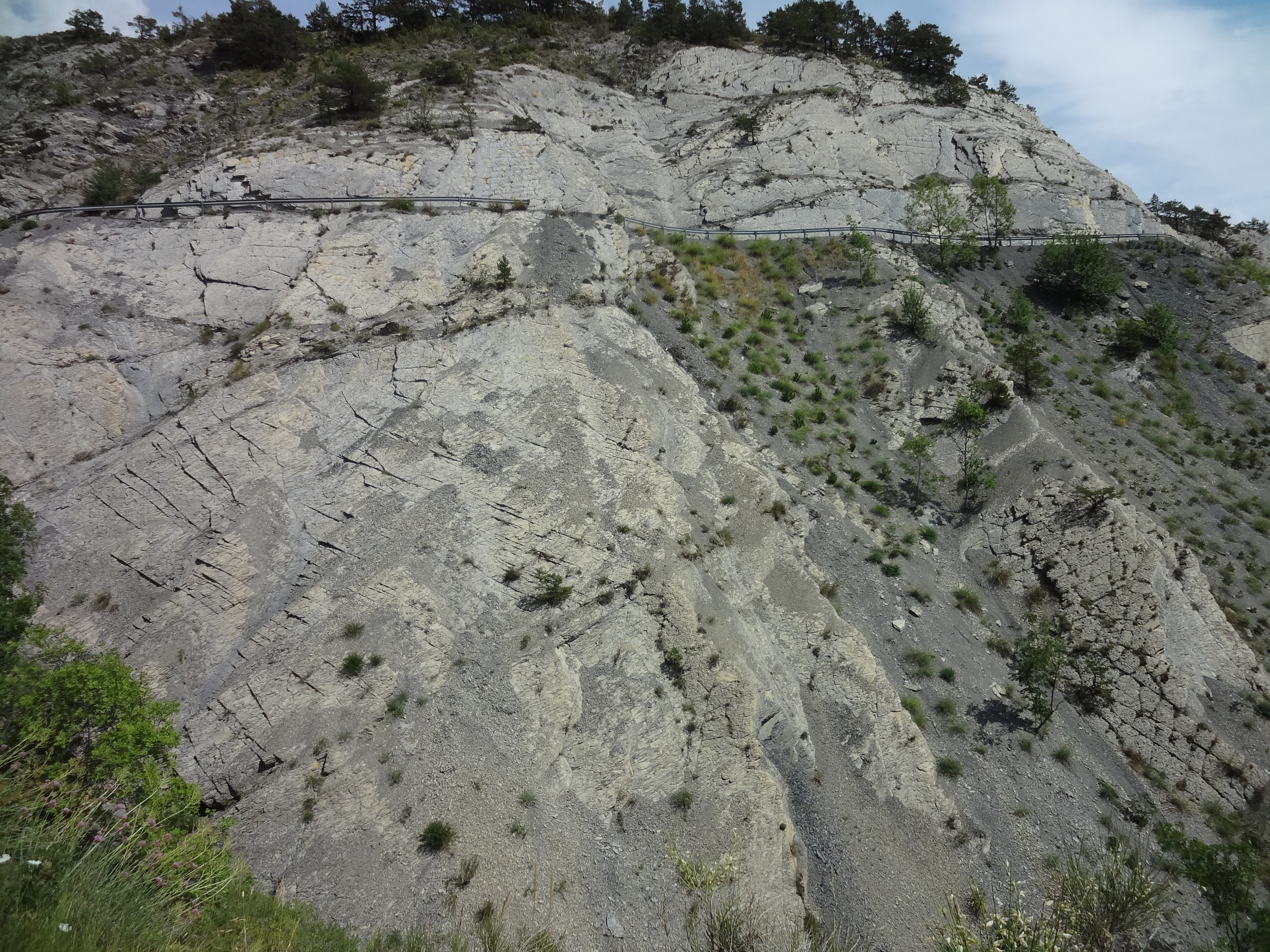
Route d’accès non-goudronnée à Saume-Longue.
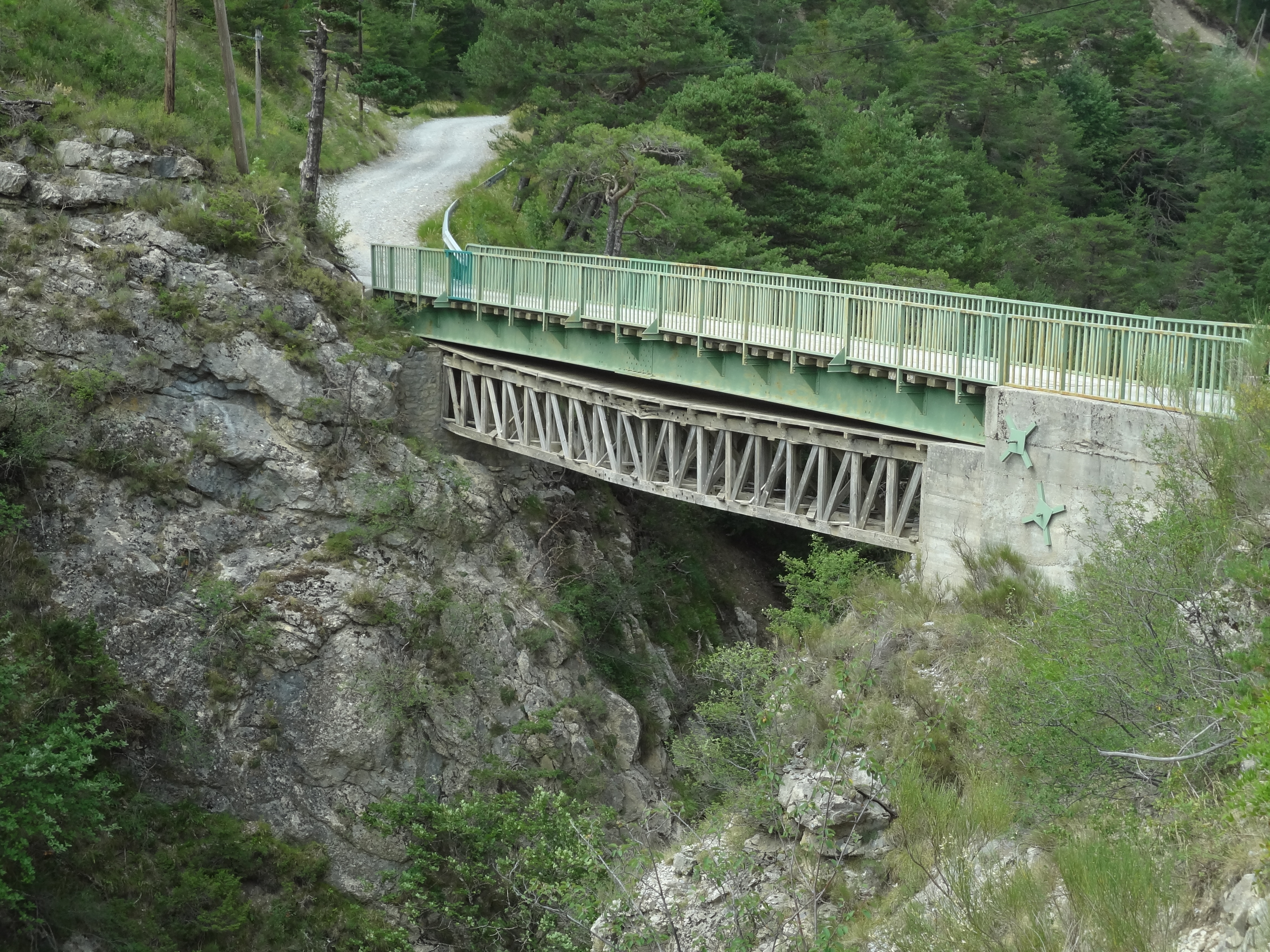
Les deux ponts de Saume-Longue, l’un au-dessus de l’autre, sur le ravin du Bussing.

### Risques naturels et technologiques

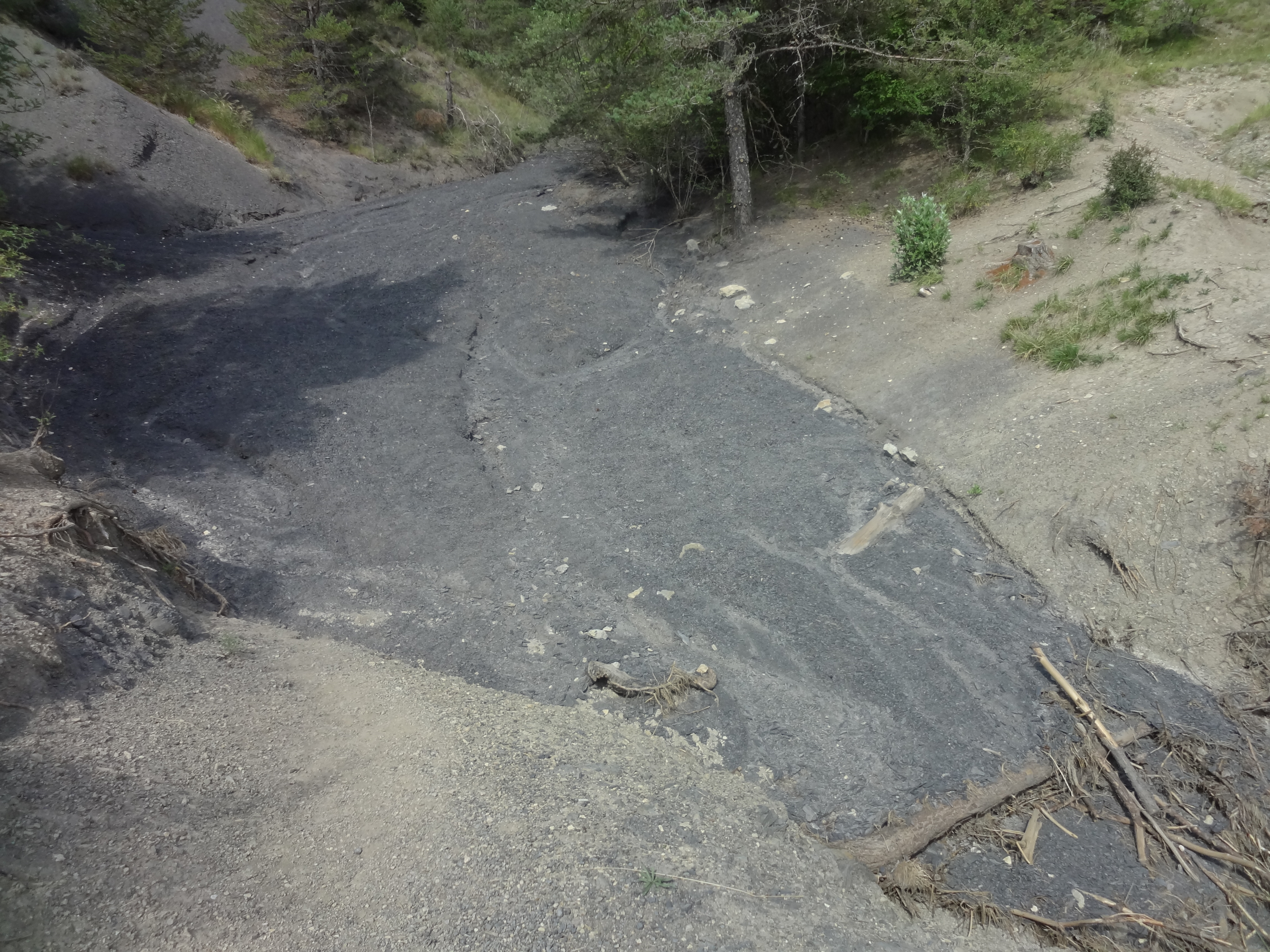
Ravin en cours de comblement par les matériaux arrachés par l’érosion aux versants de robines (tout le matériau sombre au centre est issu de l’érosion récente).

Aucune des 200 communes du département n'est en zone de risque sismique nul. Le canton de La Javie auquel appartient Prads-Haute-Bléone est en zone 1b (sismicité faible) selon la classification déterministe de 1991, basée sur les séismes historiques, et en zone 4 (risque moyen) selon la classification probabiliste EC8 de 2011. La commune de Prads-Haute-Bléone est également exposée à trois autres risques naturels :
- avalanche (seul le ministère comptabilise ce risque, mais pas la préfecture),
- feu de forêt,
- mouvement de terrain : quelques versants de la commune sont concernés par un aléa moyen à fort[8] (notamment en amont et à l’Est de Prads)[5].

La commune de Prads-Haute-Bléone n’est exposée à aucun des risques d’origine technologique recensés par la préfecture. Le plan de prévention des risques naturels prévisibles (PPR) de la commune a été approuvé en 1993 pour le risque de mouvement de terrain ; le Dicrim n’existe pas .
La commune a été l’objet d’un arrêté de catastrophe naturelle pour une avalanche, en 2009. En juillet 2005, la commune avait également connu d’importantes coulées de boue après des pluies diluviennes. Dans la liste qui suit, figurent les tremblements de terre fortement ressentis dans la commune. Ils dépassent une intensité macro-sismique ressentie de V sur l’échelle MSK (dormeurs réveillés, chutes d’objets). Les intensités indiquées sont celles ressenties dans la commune, l’intensité peut être plus forte à l’épicentre :
- le séisme du 8 février 1974, avec une intensité ressentie de V et Thorame pour épicentre[13],
- le séisme du 31 octobre 1997, avec une intensité ressentie de VI et dont l’épicentre était situé dans la commune de Prads-Haute-Bléone[14].

Enfin, les 5 et 6 novembre 1968, Prads a connu un des premiers glissements de terrain d’ampleur et complexe étudiés en détail par des géomorphologues. Il s’est produit dans le ravin de la Frache (terme occitan qui désigne justement une zone d’éboulis), dans l’adret situé sous le sommet de Belle Valette. Déjà à l’automne 1967, marqué par des pluies abondantes, les fissures dans le terrain s’élargissaient. Pendant l’hiver 1967-1968, les successions de gel-dégel lubrifient les plans de glissement. Le printemps pluvieux ne fait qu’aggraver l’instabilité du terrain. Les pluies automnales de 1968, plus d’un an après le début de la séquence, déclenchent la coulée, qui entraîne une masse détritique marno-calcaire noirâtre et des colluvions marno-schisteuses. Si la distance parcourue par la coulée est réduite (700 m), elle charrie de gros blocs et à l’arrivée, les matériaux et les plus gros blocs sont très proches du hameau, l’ensemble de la coulée restant dans un état instable.

### Toponymie
Le nom du village, tel qu’il apparaît la première fois au IXe siècle (Colonia in Prato) est dérivé du latin pratum (pré),. La mise au pluriel est récente. Le nom de Bléone signifie « la rivière au loup ».
Mariaud apparaît dans les textes au début du XIIIe siècle, mais sous la forme de Mariano : selon Ernest Nègre, ce nom de lieu dérive du nom propre romain Marianus, qui a évolué vers de Mariaudo (1319), par attraction vers le provençal local maridado, signifiant mariée. D’autres hypothèses existent.
Blégiers est cité pour la première fois dans les chartes dans la deuxième décennie du XIIe siècle, sous la forme de Bligerio, dérivée du nom propre germanique Blidegar, éventuellement latinisé en Blidegarius,.
Chanolles, cité en 1122 (Canola), vient de l’oronyme (toponyme de montagne) préceltique *Kan-.
Le nom du sommet de Chappe (1 667 m), limitrophe de Beaujeu, garde le souvenir de l’existence d’un relais de télégraphe optique, dit télégraphe Chappe.
Le lieu-dit la Favière évoque un champ semé de fèves ; celui des Combes désigne un ravin, en aval du village de Prads.

### Climat
Pour des articles plus généraux, voir Climat de Provence-Alpes-Côte d'Azur et Climat des Alpes-de-Haute-Provence.
En 2010, le climat de la commune est de type climat des marges montargnardes, selon une étude du Centre national de la recherche scientifique s'appuyant sur une série de données couvrant la période 1971-2000. En 2020, Météo-France publie une typologie des climats de la France métropolitaine dans laquelle la commune est exposée à un climat de montagne ou de marges de montagne et est dans la région climatique Alpes du sud, caractérisée par une pluviométrie annuelle de 850 à 1 000 mm, minimale en été.
Pour la période 1971-2000, la température annuelle moyenne est de 9 °C, avec une amplitude thermique annuelle de 16,6 °C. Le cumul annuel moyen de précipitations est de 864 mm, avec 7,1 jours de précipitations en janvier et 5,7 jours en juillet. Pour la période 1991-2020, la température moyenne annuelle observée sur la station météorologique de Météo-France la plus proche, « Allos_sapc », sur la commune d'Allos à 15 km à vol d'oiseau, est de 8,4 °C et le cumul annuel moyen de précipitations est de 1 043,5 mm. 
La température maximale relevée sur cette station est de 34,5 °C, atteinte le 28 juin 2019 ; la température minimale est de −17 °C, atteinte le 6 février 2012,,.
Les paramètres climatiques de la commune ont été estimés pour le milieu du siècle (2041-2070) selon différents scénarios d'émission de gaz à effet de serre à partir des nouvelles projections climatiques de référence DRIAS-2020. Ils sont consultables sur un site dédié publié par Météo-France en novembre 2022.

## Urbanisme

### Typologie
Au 1er janvier 2024, Prads-Haute-Bléone est catégorisée commune rurale à habitat très dispersé, selon la nouvelle grille communale de densité à 7 niveaux définie par l'Insee en 2022.
Elle est située hors unité urbaine. Par ailleurs la commune fait partie de l'aire d'attraction de Digne-les-Bains, dont elle est une commune de la couronne,. Cette aire, qui regroupe 34 communes, est catégorisée dans les aires de moins de 50 000 habitants,.

### Occupation des sols
L'occupation des sols de la commune, telle qu'elle ressort de la base de données européenne d’occupation biophysique des sols Corine Land Cover (CLC), est marquée par l'importance des forêts et milieux semi-naturels (97,9 % en 2018), une proportion sensiblement équivalente à celle de 1990 (98,3 %). La répartition détaillée en 2018 est la suivante : 
forêts (36,6 %), espaces ouverts, sans ou avec peu de végétation (35,8 %), milieux à végétation arbustive et/ou herbacée (25,5 %), prairies (1,8 %), zones agricoles hétérogènes (0,3 %).
L'évolution de l’occupation des sols de la commune et de ses infrastructures peut être observée sur les différentes représentations cartographiques du territoire : la carte de Cassini (XVIIIe siècle), la carte d'état-major (1820-1866) et les cartes ou photos aériennes de l'IGN pour la période actuelle (1950 à aujourd'hui).

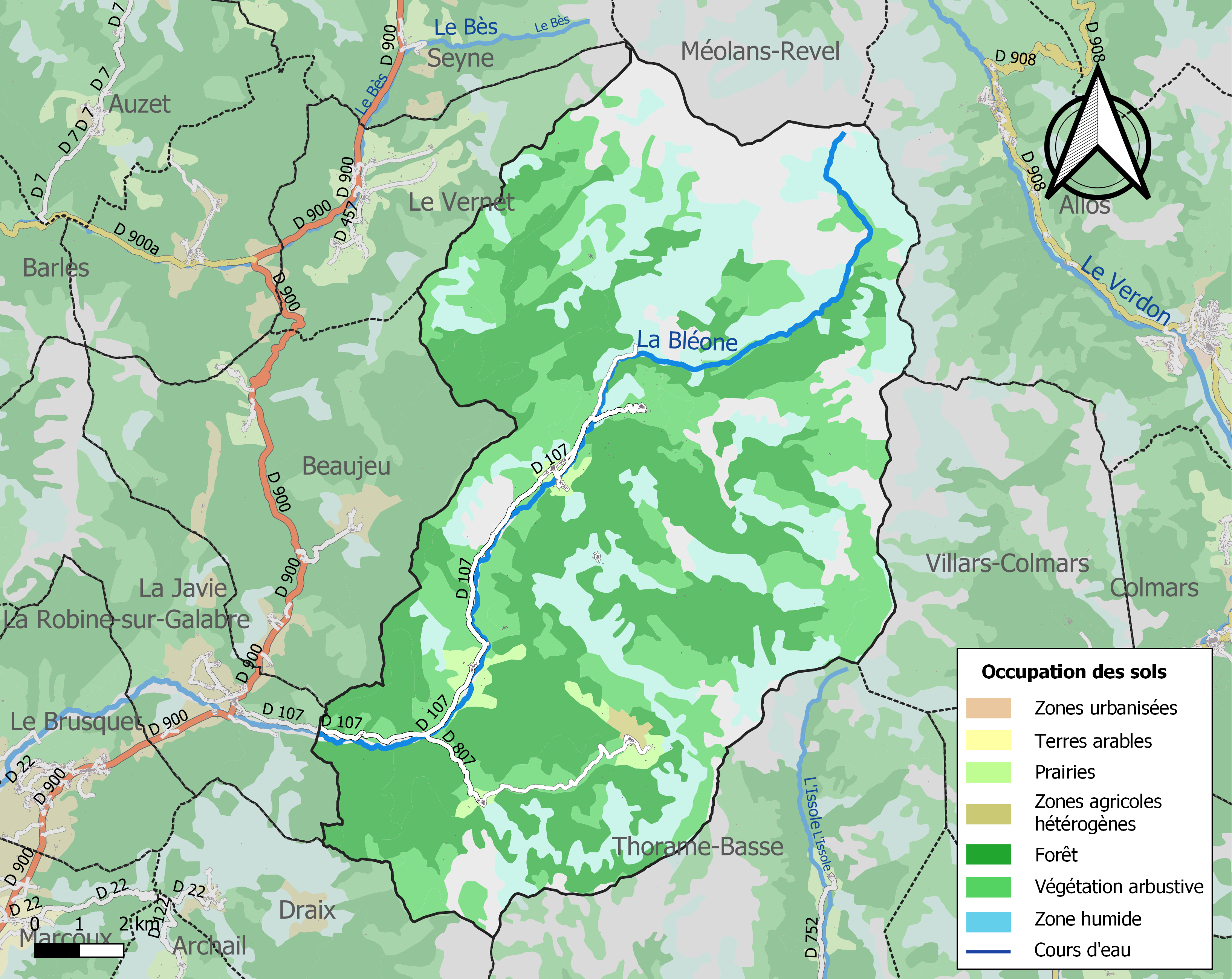
Carte de l'occupation des sols de la commune en 2018 (CLC).

## Économie

### Aperçu général
En 2009, la population active s’élevait à 65 personnes, dont neuf chômeurs (sept fin 2011). Ces travailleurs sont majoritairement salariés (37 sur 56) et travaillent majoritairement hors de la commune (34 actifs sur 56).

### Agriculture
Fin 2010, le secteur primaire (agriculture, sylviculture, pêche) comptait 20 établissements actifs au sens de l’Insee (exploitants non-professionnels inclus) et un emploi salarié.
Le nombre d’exploitations professionnelles, selon l’enquête Agreste du ministère de l’Agriculture, est de neuf en 2010. Il était de 11 en 2000, de 18 en 1988. Actuellement, ces exploitants se répartissent entre éleveurs ovins et maraîchers. De 1988 à 2000, la surface agricole utile (SAU) a fortement augmenté, de 943 à 1 426 ha. La SAU a chuté lors de la dernière décennie, à 589 ha.

### Artisanat et industrie

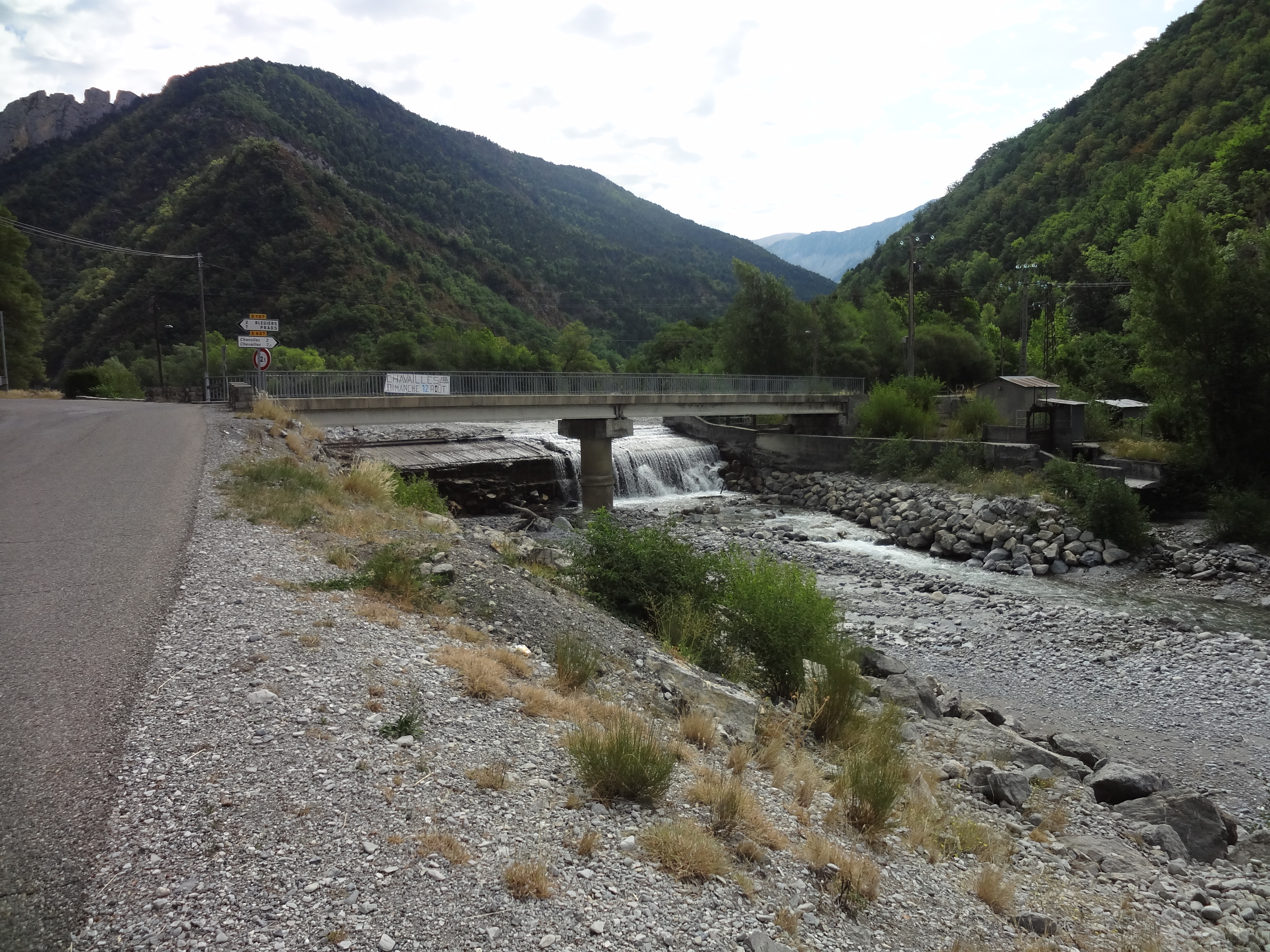
Seuil et bief d’amenée de l’ancienne retenue de Chanolles

Fin 2010, le secteur secondaire (industrie et construction) comptait 10 établissements, employant cinq salariés.
L’usine hydroélectrique de Chanolles utilisait les eaux de la Bléone. La turbine ainsi mise en mouvement avait une puissance de 210 kilowatts.
Autrefois, des scieries à énergie hydraulique étaient installées à Champourcin, Blégiers et Prads. Elles ont toutes fermé leurs portes au XXe siècle. En 2013, une nouvelle scierie artisanale est créée au village de Blégiers.

### Activités de service
Fin 2010, le secteur tertiaire (commerces, services) comptait cinq établissements (avec un emploi salarié), auxquels s’ajoutent les cinq établissements du secteur administratif (regroupé avec le secteur sanitaire et social et l’enseignement), salariant trois personnes.
D'après l’Observatoire départemental du tourisme, la fonction touristique est très importante pour la commune, avec plus de cinq touristes accueillis par habitant, malgré une faible capacité d’hébergement à finalité touristique :
- un camping classé avec une capacité de 30 emplacements
- un gîte d'étape avec 14 couchages
- plusieurs meublés labellisés[51] et des meublés non-labellisés assez nombreux[52]> ;
- la seule capacité d’hébergement collectif se trouve dans le refuges[53].

Les résidences secondaires apportent un complément à la capacité d’accueil : au nombre de 176, elles représentent 62 % des logements,.
Le bistrot Aux Trois Évêchés, qui porte le label Bistrot de pays, adhère à une charte dont le but est de « contribuer à la conservation et à l’animation du tissu économique et social en milieu rural par le maintien d’un lieu de vie du village ». On y fait de la cuisine française et il est ouvert du mardi au dimanche, fermeture le lundi
Centre d’excursions et de randonnées.

## Histoire
Dans l’Antiquité, les Bodiontiques (Bodiontici) peuplaient la vallée de la Bléone, et étaient donc le peuple gaulois qui vivait dans les vallées de l’actuelle commune de Prads-Haute-Bléone. Les Bodiontiques, qui sont vaincus par Auguste en même temps que les autres peuples présents sur le Trophée des Alpes (avant 14 av. J.-C.), sont rattachés à la province des Alpes-Maritimes lors de sa création.
Les communautés de Blégiers, Champourcin, Chanolles, Chavailles, Mariaud et Prads relevaient toutes de la baillie de Digne.

### Prads
La localité de Prads apparaît pour la première fois dans les chartes au Haut Moyen Âge, Prato, dépendant de l’abbaye Saint-Victor de Marseille. Elle se situait à la jonction des évêchés de Digne, Senez, et Embrun.
L’abbaye de moines cisterciens Notre-Dame de Faillefeu (ou des Prés : l’abbé était appelé « l’abbé des Prés ») est fondée en 1144> par les moines de Boscodon. Elle fonde l’abbaye de Valbonne le 3 février 1199 (date de la charte de fondation). En 1298, elle relève de l’abbaye de Cluny, puis passe sous l’autorité du collège Saint-Martial d’Avignon. Elle finit par être pillée, saccagée et abandonnée lors des guerres de religion.
Les dîmes étaient perçues par le chapitre de Digne.

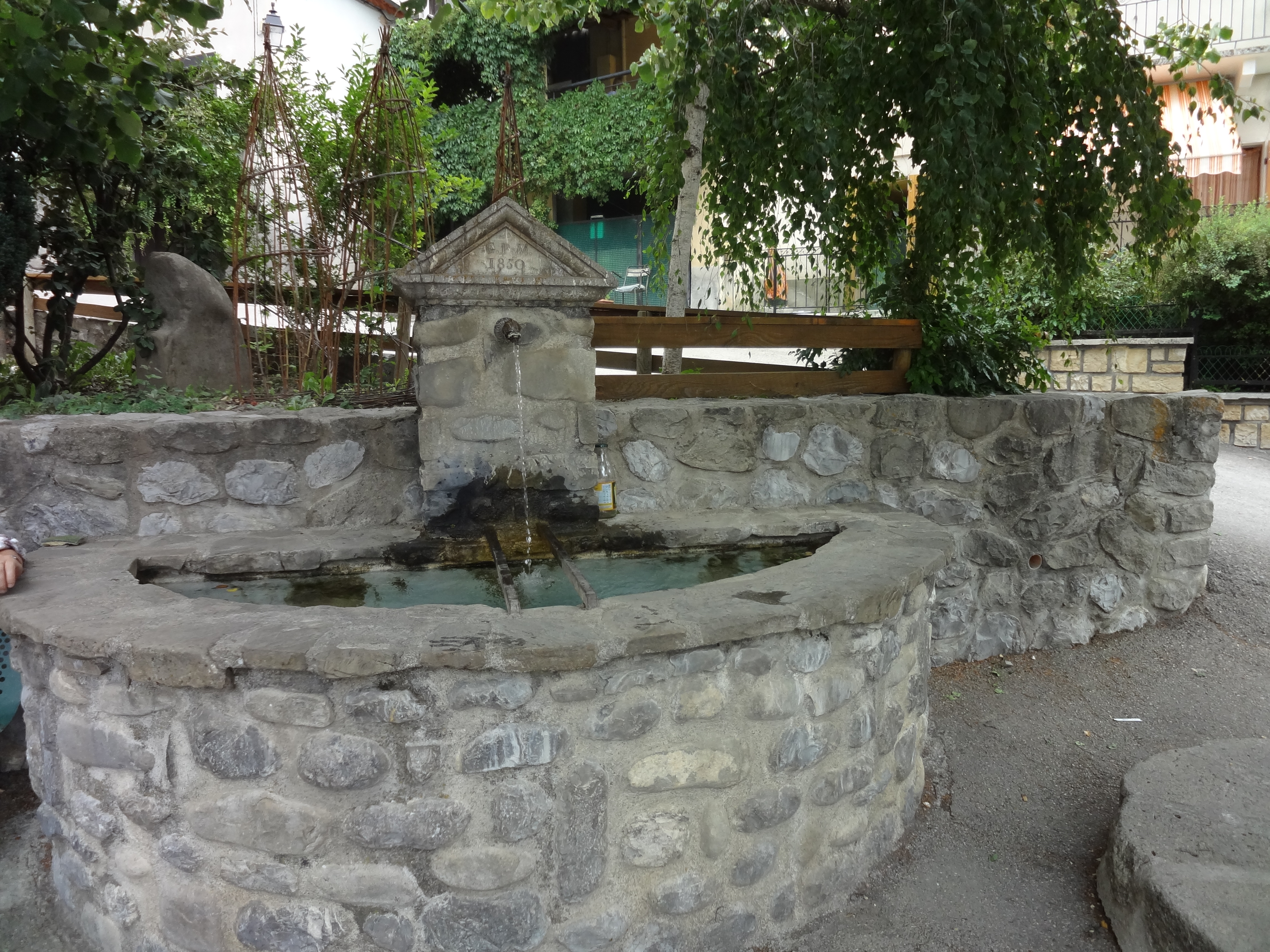
La fontaine du village

En 1843, le prêtre de la paroisse, Paul Charpenel, rédige des Annales de la paroisse de Prads, non-publiées à ce jour. Une des mesures édilitaires de cette époque est la construction d’une fontaine publique au village, sous la Deuxième République, en 1850.
Le coup d'État du 2 décembre 1851 commis par Louis-Napoléon Bonaparte contre la Deuxième République provoque un soulèvement armé dans les Basses-Alpes, en défense de la Constitution. Après l’échec de l’insurrection, une sévère répression s’abat sur ceux qui se sont levés pour défendre la République, dont un habitant de Prads.
Comme de nombreuses communes du département, Prads se dote d’écoles bien avant les lois Jules Ferry : en 1863, elle en possède trois, installées au chef-lieu, à la Favière et à Tercier. Ces écoles dispensent une instruction primaire aux garçons. Alors que la loi Falloux (1851), n’impose l’ouverture d’une école de filles qu’aux communes de plus de 800 habitants, Prads entretient une école de filles dans les années 1860, mais qui ferme avant la fin du Second Empire. Ce n’est qu’avec les lois Ferry que les filles de Prads sont régulièrement scolarisées.

### Blégiers
Au Moyen Âge, le village de Blégiers, signalé au XIIe siècle (Bligerium), est installé à la Roche-de-Blégiers, sur un site perché. La communauté est dotée d’un consulat au XIIIe siècle. Sa population passe de 81 feux en 1315 à 14 en 1471. À cette époque, c’est encore le chapitre de Digne qui possède le domaine et l’église de la Roche-de-Blégiers, avant de les céder en 1476 à l’évêque de Digne. À partir de cette date, c’est l’évêque qui nomme le chapelain chargé des âmes de cette paroisse, et qui perçoit les revenus attachés à cette église.
Chanolles est signalée dès 814 : le polyptyque de Wadalde indique que l’abbaye Saint-Victor de Marseille y possède une colonge. Les deux communautés de Chanolles et Champourcin qui comptaient 8 feux chacune au dénombrement de 1315, sont fortement dépeuplées par la crise du XIVe siècle (Peste noire et guerre de Cent Ans), et sont annexées par celle de Blégiers au XVe siècle>. Les églises de Champourcin et de Chanolles relevaient du chapitre de Digne.
La mort de la reine Jeanne Ire ouvre une crise de succession à la tête du comté de Provence, les villes de l’Union d'Aix (1382-1387) soutenant Charles de Duras contre Louis Ier d'Anjou. Le seigneur de Chanolles, Louis le Roux, soutient le duc d’Anjou dès avril 1382, ce soutien étant conditionné à la participation du duc à l’expédition de secours à la reine. Le seigneur de Blégiers, Louis Aymes, apparaît dans les listes de soutien aux Angevins en 1385, après la mort de Louis Ier. En 1765, Blégiers a 257 habitants. La seigneurie du lieu a appartenu successivement aux familles Grimaldi (XIVe siècle), Puget et Eissautier.
Comme Prads, Blégiers se dote d’écoles bien avant les lois Jules Ferry : en 1863, elle en possède quatre, installées au chef-lieu et dans les villages de Heyres, Chanolles et Chavailles. Ces écoles dispensent une instruction primaire aux garçons. Aucune instruction n’est donnée aux filles : ni la loi Falloux (1851), qui impose l’ouverture d’une école de filles aux communes de plus de 800 habitants, ni la première loi Duruy (1867), qui abaisse ce seuil à 500 habitants, ne concernent Blégiers. La commune profite des subventions de la deuxième loi Duruy (1877) pour construire des écoles neuves partout. Seule l’école de Blégiers n’est que rénovée. Ce n’est qu’avec les lois Ferry que les filles d’Allons sont régulièrement scolarisées.
Alors que la commune était isolée, la polyculture permettait de subvenir à l’essentiel des besoins. Le vin était produit localement, et avait une réputation exécrable. Sa culture, la plus en altitude dans la vallée de la Bléone, est abandonnée avant la Première Guerre mondiale. Le recul de la polyculture autarcique se poursuit après la Seconde Guerre mondiale, et on arrête de récolter le blé en 1958.

### Mariaud
La communauté de Mariaud apparaît dans les textes en 1218 (Mariaudum). Dotée d’un consul dès 1237, elle compte 50 feux en 1315, mais seulement 10 en 1471. L’église de Mariaud relevait de l’abbaye Saint-Ruf de Valence, mais c’est le prieur de Beaujeu qui percevait la dîme.
Dans le conflit opposant Charles de Duras à Louis Ier d'Anjou dans la succession de Jeanne Ire, le seigneur de Mariaud, Gui de Saint-Marcial, soutient lui aussi le duc d’Anjou dès le printemps 1382.
Elle a 195 habitants en 1765.
Comme Prads et Blégiers, Mariaud se dote d’une école bien avant les lois Jules Ferry, à Vière. Aucune instruction n’est donnée aux filles : comme à Blégiers et à Prads, ni la loi Falloux (1851), ni la première loi Duruy (1867), ne s’appliquent à Mariaud et ce n’est, là aussi, qu’avec les lois Ferry que les filles de Mariaud sont régulièrement scolarisées.
En 1939, actant le déplacement du village en hauteur, le chef-lieu est transféré de Vière à Sommelonge.

### Révolution française
Durant la Révolution, les communes de Blégiers et de Prads comptent chacune une société patriotique, toutes deux créées après la fin de 1792.

### Période contemporaine

Les monuments aux morts des deux guerres mondiales et stèles commémoratives de la commune.
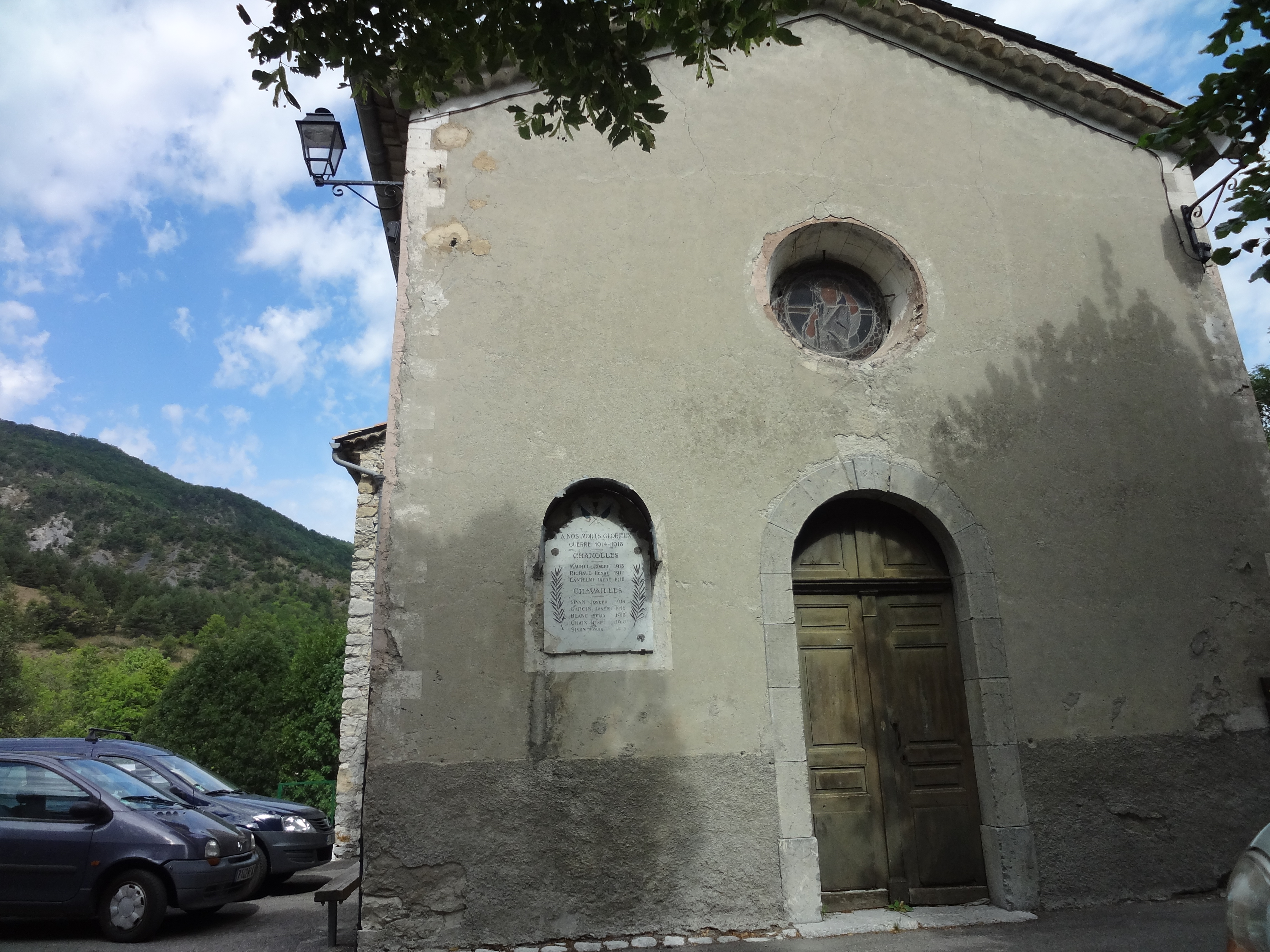
Façade de l’église de Chanolles, où est fixée la plaque portant les noms des habitants de la commune morts à la guerre de 1914-1918
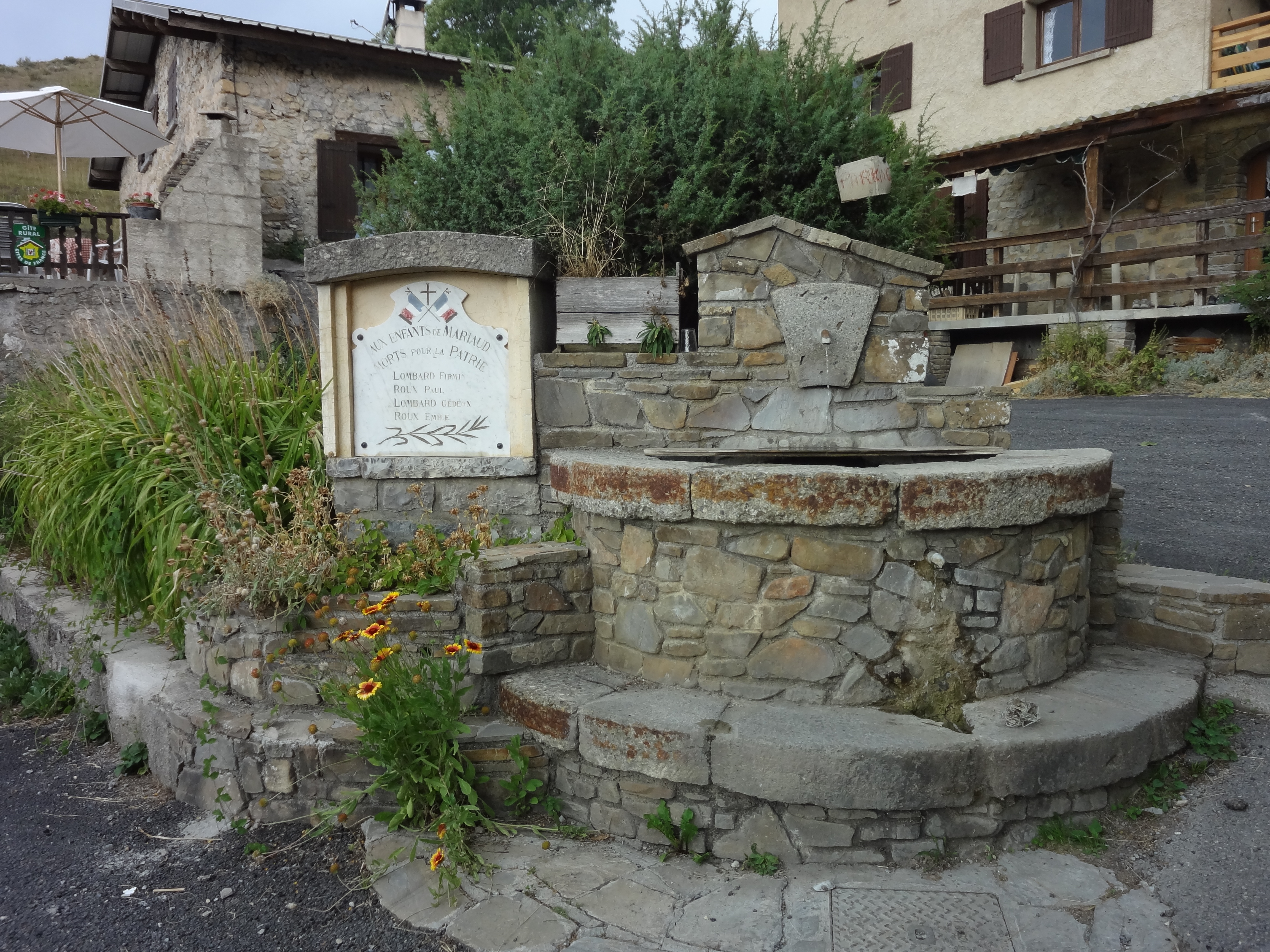
Monument aux morts de Mariaud
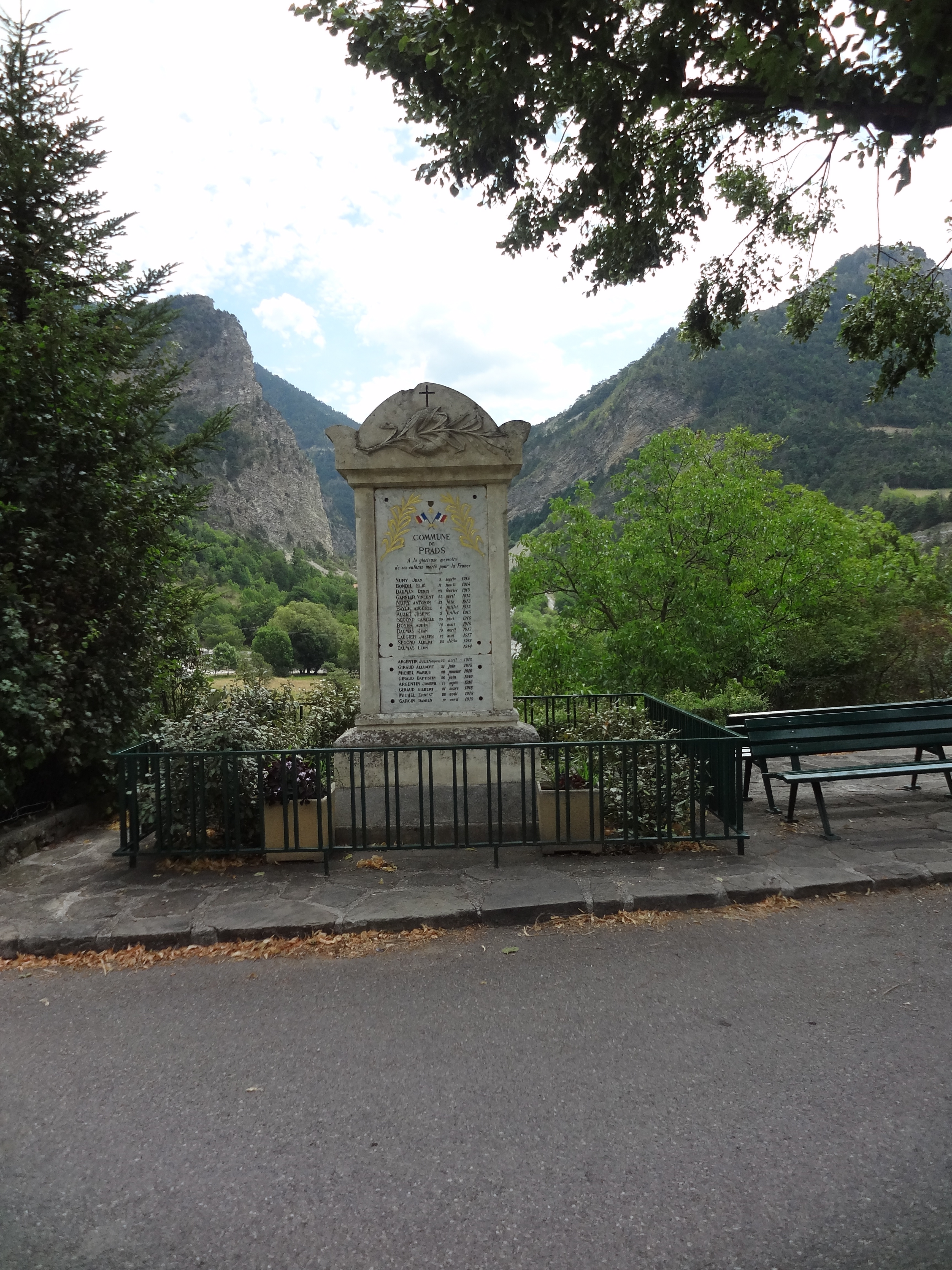
Monument aux morts de Prads
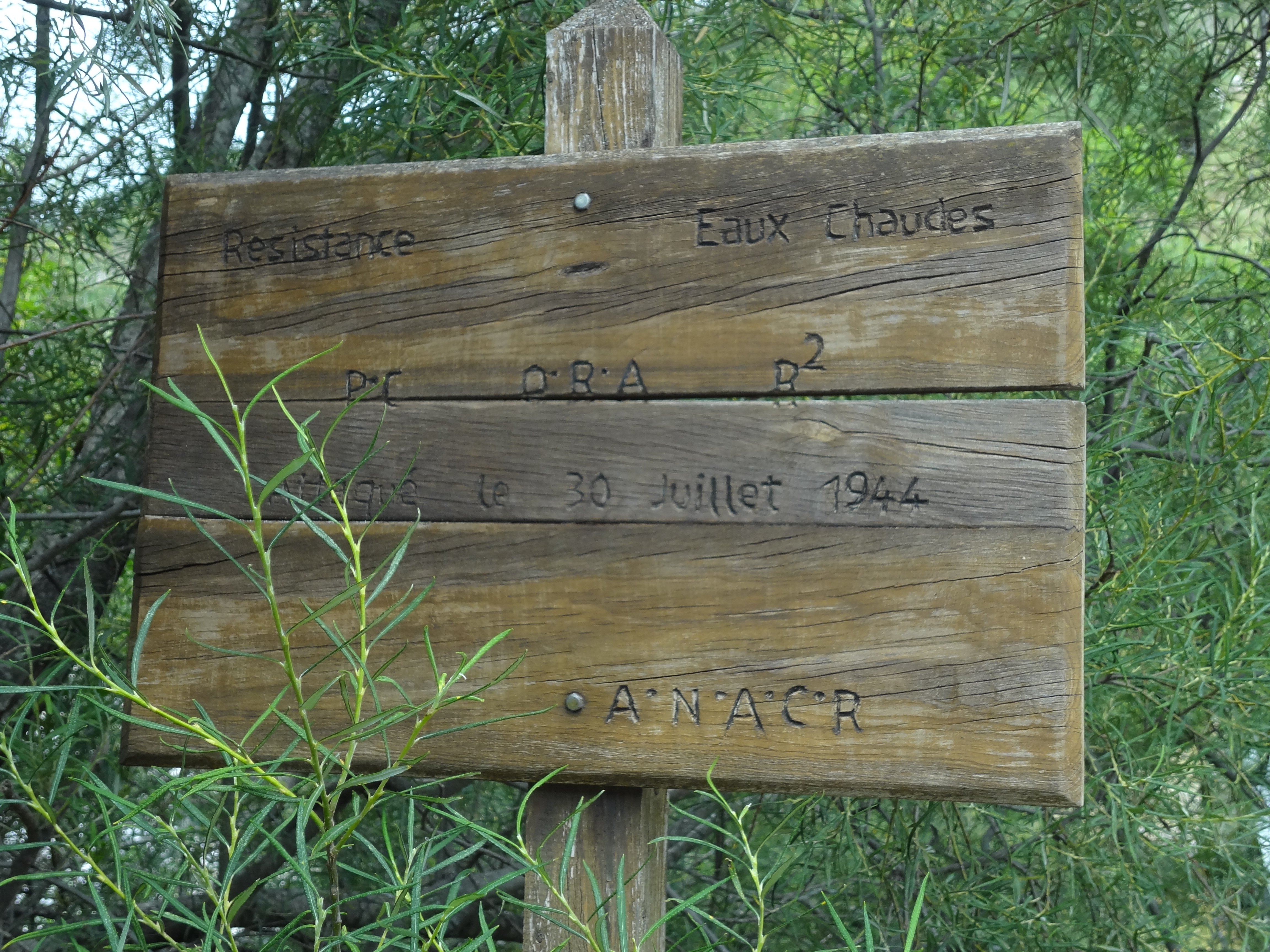
Pancarte commémorant l’attaque du PC de l’Organisation de résistance de l'armée (ORA, partie des FFI)
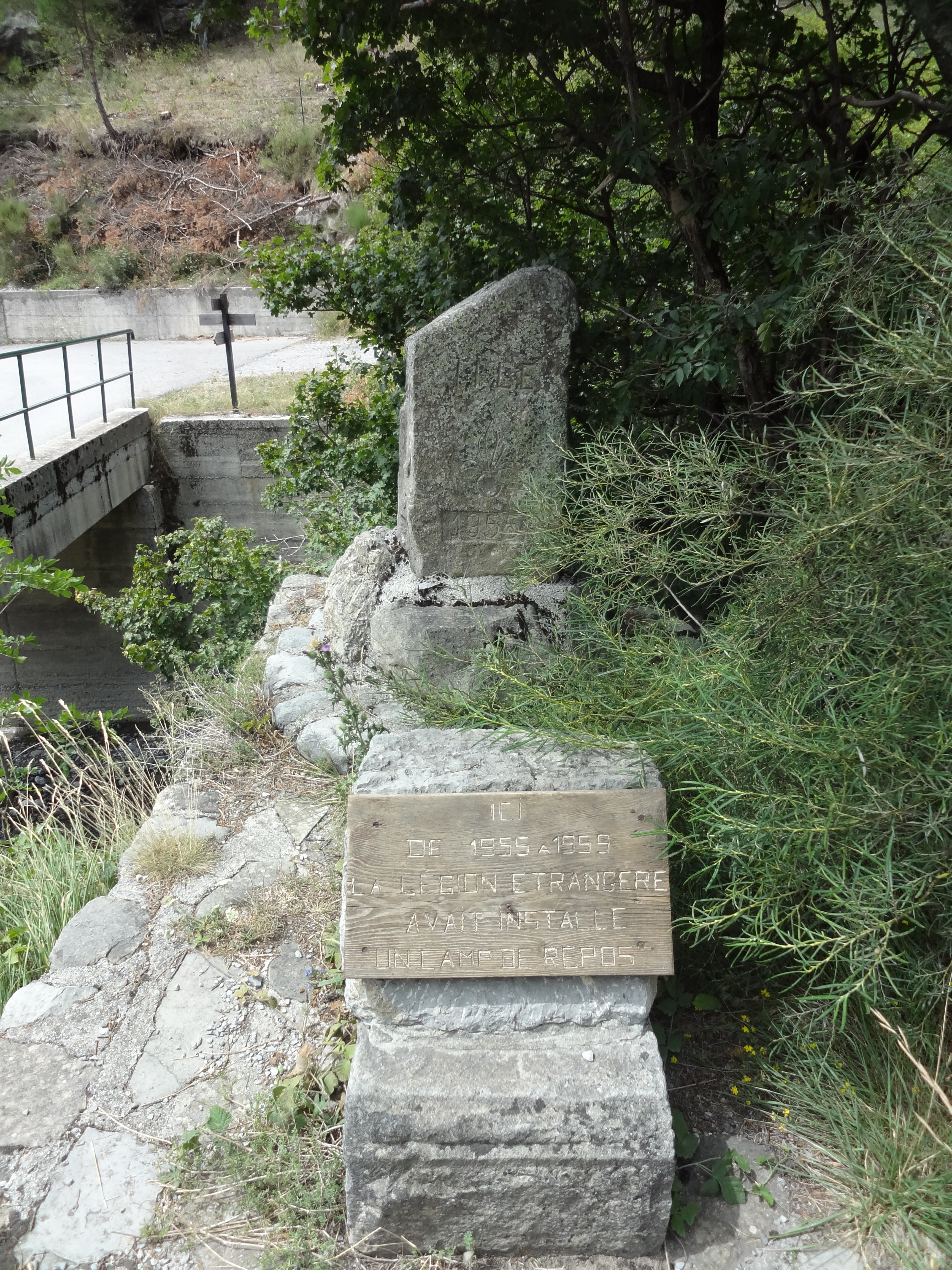
Stèle commémorant le passage de la Légion étrangère
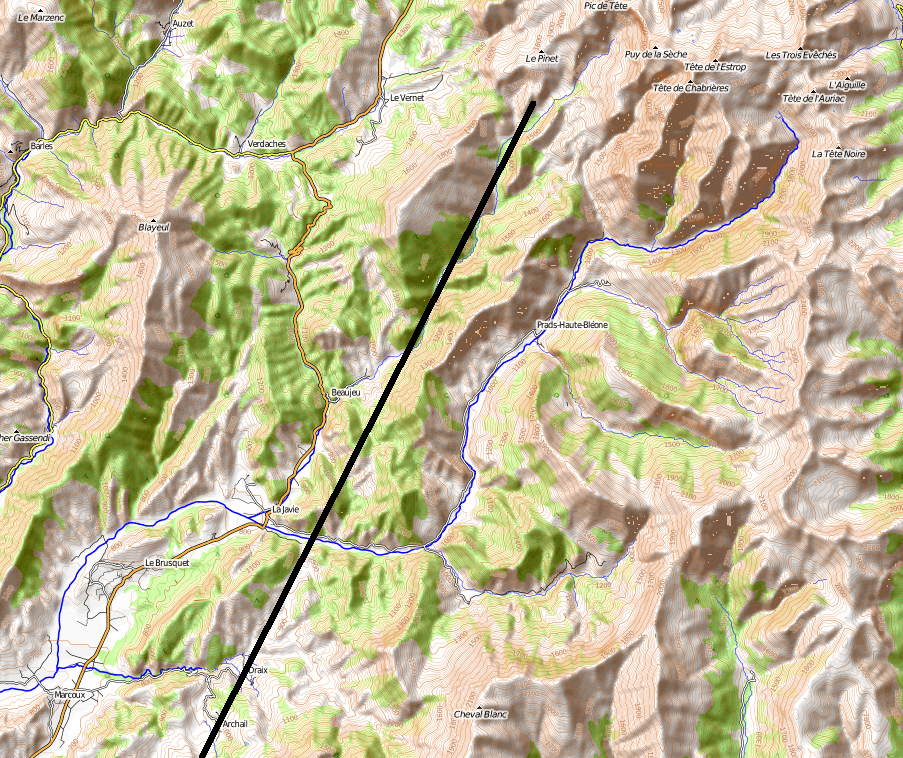
Trajet du crash de l'Airbus A320 en 2015.

Le 30 juillet 1944, le hameau des Eaux-Chaudes est incendié par la Wehrmacht. De 1954 à 1959, la Légion étrangère implante un camp de repos au lieu-dit Les Eaux-Chaudes, qui accueille 30 légionnaires. Il est aujourd’hui en ruines.
La commune de Prads fusionne avec celle de Mariaud en 1973. Celle de Blégiers les rejoint en 1977, et l’ensemble est rebaptisé Prads-Haute-Bléone.

#### Catastrophe aérienne
Le 24 mars 2015, un Airbus A320 opérant le vol Germanwings 9525 reliant Barcelone à Düsseldorf avec 150 personnes à bord s'écrase en montagne sur le territoire de la commune. Le copilote a volontairement précipité l'avion sur le sol, entraînant l'ensemble des passagers et de l'équipage dans la mort. Cette catastrophe provoque une onde de choc dans toute l'Europe, notamment en Espagne et en Allemagne, dont la majorité des passagers sont des ressortissants. Les débris de l'avion sont éparpillés sur plusieurs hectares et la recherche des corps mobilise des centaines de sapeurs-pompiers et gendarmes du peloton de haute montagne. Le 25 mars, François Hollande, Angela Merkel et Mariano Rajoy sont présents sur place pour rendre hommage aux victimes.

## Héraldique
| Blason de Prads-Haute-Bléone | Blason  | D'or à une fasce d'azur accompagnée de six trèfles de sinople rangés trois en chef et trois en pointe. |
| Blason de Prads-Haute-Bléone | Détails | Le statut officiel du blason reste à déterminer.                                                       |

## Politique et administration

### Liste des maires
| Période                                  | Période                 | Identité           | Étiquette | Qualité               |
| ---------------------------------------- | ----------------------- | ------------------ | --------- | --------------------- |
|                                          |                         |                    |           |                       |
| en poste en 1829                         | encore en poste en 1838 | Antoine Segond     |           | dit Toniou            |
|                                          |                         |                    |           |                       |
| en poste en 1944                         |                         | Adrien Roux        |           |                       |
| mai 1945                                 |                         | Joseph Garcin      |           |                       |
| 1983 (?)                                 | 28 juin 2020            | Bernard Bartolini, | RPR>DVD   | Restaurateur retraité |
| Les données manquantes sont à compléter. |                         |                    |           |                       |

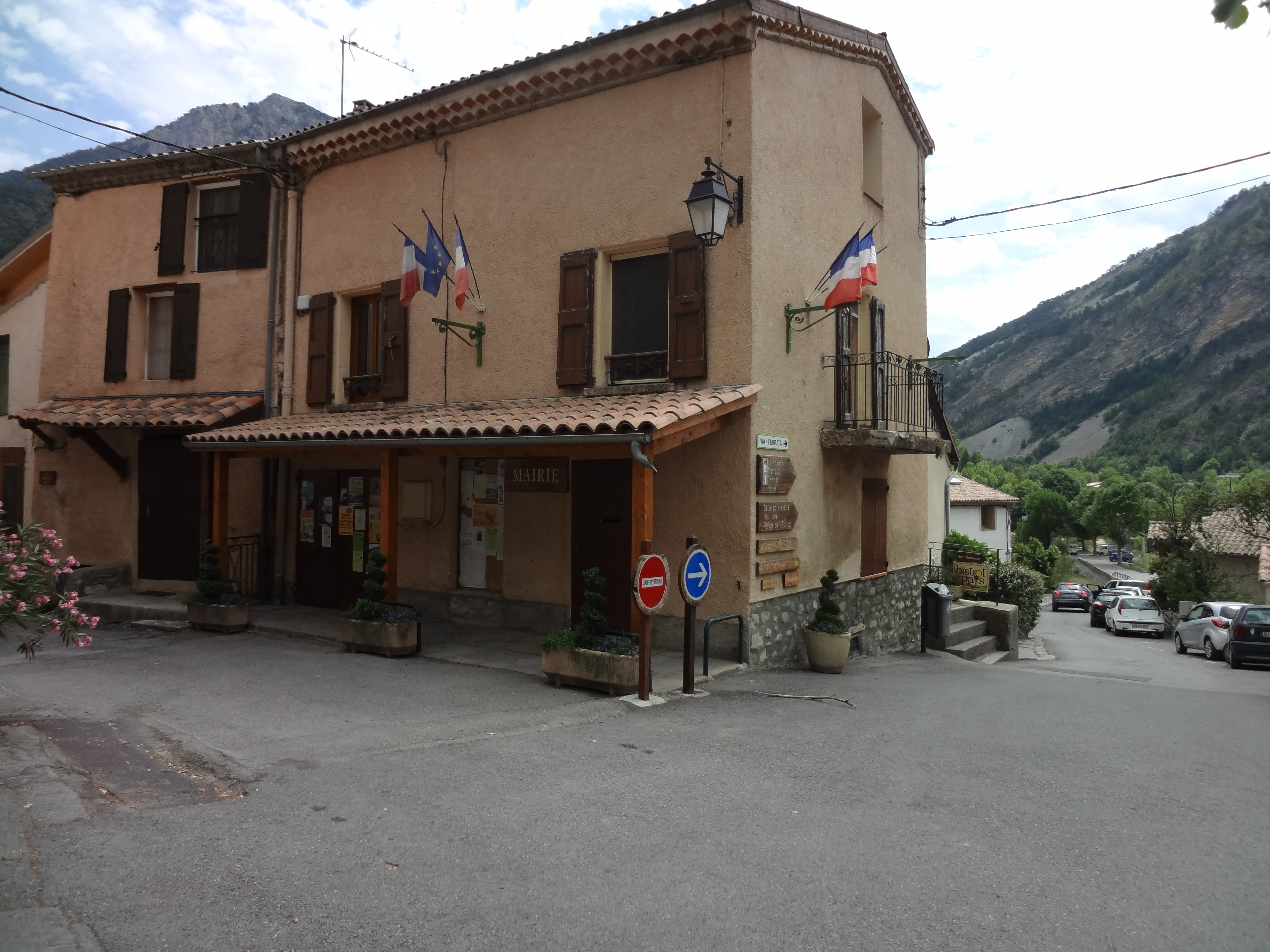
Mairie au village de Prads.

Les locaux de l’école de Blégiers accueillent la bibliothèque municipale.

### Intercommunalité
Prads-Haute-Bléone fait partie :
- de 2003 à 2017, de la Communauté de communes de Haute Bléone ;
- depuis le 1er janvier 2017, de la communauté d'agglomération Provence-Alpes.

## Démographie

### Prads, puis Prads Haute-Bléone
L'évolution du nombre d'habitants est connue à travers les recensements de la population effectués dans la commune depuis 1793. Pour les communes de moins de 10 000 habitants, une enquête de recensement portant sur toute la population est réalisée tous les cinq ans, les populations de référence des années intermédiaires étant quant à elles estimées par interpolation ou extrapolation. Pour la commune, le premier recensement exhaustif entrant dans le cadre du nouveau dispositif a été réalisé en 2007.

En 2022, la commune comptait 174 habitants, en évolution de −5,43 % par rapport à 2016 (Alpes-de-Haute-Provence : +2,84 %, France hors Mayotte : +2,11 %).
| 1793 | 1800 | 1806 | 1821 | 1831 | 1836 | 1841 | 1846 | 1851 |
| ---- | ---- | ---- | ---- | ---- | ---- | ---- | ---- | ---- |
| 319  | 554  | 476  | 500  | 486  | 560  | 532  | 525  | 538  |

| 1856 | 1861 | 1866 | 1872 | 1876 | 1881 | 1886 | 1891 | 1896 |
| ---- | ---- | ---- | ---- | ---- | ---- | ---- | ---- | ---- |
| 501  | 499  | 473  | 446  | 448  | 390  | 381  | 368  | 345  |

| 1901 | 1906 | 1911 | 1921 | 1926 | 1931 | 1936 | 1946 | 1954 |
| ---- | ---- | ---- | ---- | ---- | ---- | ---- | ---- | ---- |
| 329  | 318  | 298  | 228  | 211  | 176  | 164  | 118  | 102  |

| 1962 | 1968 | 1975 | 1982 | 1990 | 1999 | 2006 | 2007 | 2012 |
| ---- | ---- | ---- | ---- | ---- | ---- | ---- | ---- | ---- |
| 105  | 111  | 119  | 151  | 180  | 145  | 167  | 170  | 186  |

| 2017 | 2022 | - | - | - | - | - | - | - |
| ---- | ---- | - | - | - | - | - | - | - |
| 182  | 174  | - | - | - | - | - | - | - |

Au XIXe siècle, après une période de croissance, Prads connait une période d’« étale » où la population reste relativement stable à un niveau élevé. Cette période dure de 1811 à 1851. L’exode rural provoque ensuite un mouvement de recul démographique de longue durée. Ce n’est qu’en 1921 que la commune enregistre la perte de plus de la moitié de sa population par rapport au maximum historique de 1836. Le mouvement de baisse ne s'interrompt définitivement que dans les années 1960. Depuis, la population a repris une certaine croissance.

### Blégiers
Pour le dénombrement de 1315, les populations de Blégiers, Chanolles et Champourçin ont été additionnées.
| 1315    | 1471    | 1765 | 1793 | 1800 | 1806 | 1821 | 1831 | 1836 |
| ------- | ------- | ---- | ---- | ---- | ---- | ---- | ---- | ---- |
| 97 feux | 14 feux | 257  | 481  | 325  | 440  | 523  | 512  | 572  |

| 1841 | 1846 | 1851 | 1856 | 1861 | 1866 | 1872 | 1876 | 1881 |
| ---- | ---- | ---- | ---- | ---- | ---- | ---- | ---- | ---- |
| 545  | 566  | 517  | 475  | 462  | 450  | 438  | 416  | 478  |

| 1886 | 1891 | 1896 | 1901 | 1906 | 1911 | 1921 | 1926 | 1931 |
| ---- | ---- | ---- | ---- | ---- | ---- | ---- | ---- | ---- |
| 393  | 367  | 368  | 296  | 284  | 265  | 230  | 178  | 167  |

| 1936 | 1946 | 1954 | 1962 | 1968 | 1975 | 2014 | - | - |
| ---- | ---- | ---- | ---- | ---- | ---- | ---- | - | - |
| 150  | 148  | 141  | 116  | 73   | 61   | 77   | - | - |

L’histoire démographique de Blégiers est marquée par la saignée des XIVe et XVe siècles due à la peste noire et à la guerre de Cent Ans, crise qui détruit complètement les communautés de Chanolles et Champourçin et toucha fortement également celle de Blégiers.
Au XIXe siècle, après une période de croissance, Blégiers connait une période d’« étale » où la population reste relativement stable à un niveau élevé. Cette période dure de 1821 à 1851. L’exode rural provoque ensuite un mouvement de recul démographique de longue durée, plus rapide qu’à Prads. En 1906, la commune a perdu plus de la moitié de sa population par rapport au maximum historique de 1836. Le mouvement de baisse se poursuit jusqu’aux années 1970 et la fusion avec Prads.

### Mariaud
| 1315    | 1471    | 1765 | 1793 | 1800 | 1806 | 1821 | 1831 |
| ------- | ------- | ---- | ---- | ---- | ---- | ---- | ---- |
| 50 feux | 10 feux | 195  | 158  | 92   | 137  | 150  | 165  |

| 1836 | 1841 | 1846 | 1851 | 1856 | 1861 | 1866 | 1872 |
| ---- | ---- | ---- | ---- | ---- | ---- | ---- | ---- |
| 162  | 161  | 153  | 151  | 150  | 145  | 142  | 124  |

| 1876 | 1881 | 1886 | 1891 | 1896 | 1901 | 1906 | 1911 |
| ---- | ---- | ---- | ---- | ---- | ---- | ---- | ---- |
| 116  | 124  | 116  | 115  | 102  | 103  | 97   | 69   |

| 1921 | 1926 | 1931 | 1936 | 1946 | 1954 | 1962 | 1968 |
| ---- | ---- | ---- | ---- | ---- | ---- | ---- | ---- |
| 35   | 34   | 20   | 21   | 19   | 28   | 18   | 19   |

Tout comme Blégiers, Mariaud est marquée par la saignée des XIVe et XVe siècles due à la peste noire et à la guerre de Cent Ans, et perd 80 % de sa population entre 1315 et 1471 (alors que la crise était finie depuis plusieurs décennies en 1471).
Au XIXe siècle, après une période de croissance, Mariaud connait une période d’« étale » plus longue que ses voisines, de 1806 à 1866. Mais si l’exode rural y commence plus tard, il est tout aussi fort à Mariaud qu’à Blégiers et Prads : en 1911, la commune a perdu plus de la moitié de sa population par rapport au maximum historique de 1831. Le mouvement de baisse se poursuit jusqu’aux années 1960 et amène la fusion avec Prads.

## Lieux et monuments

### Lieux naturels

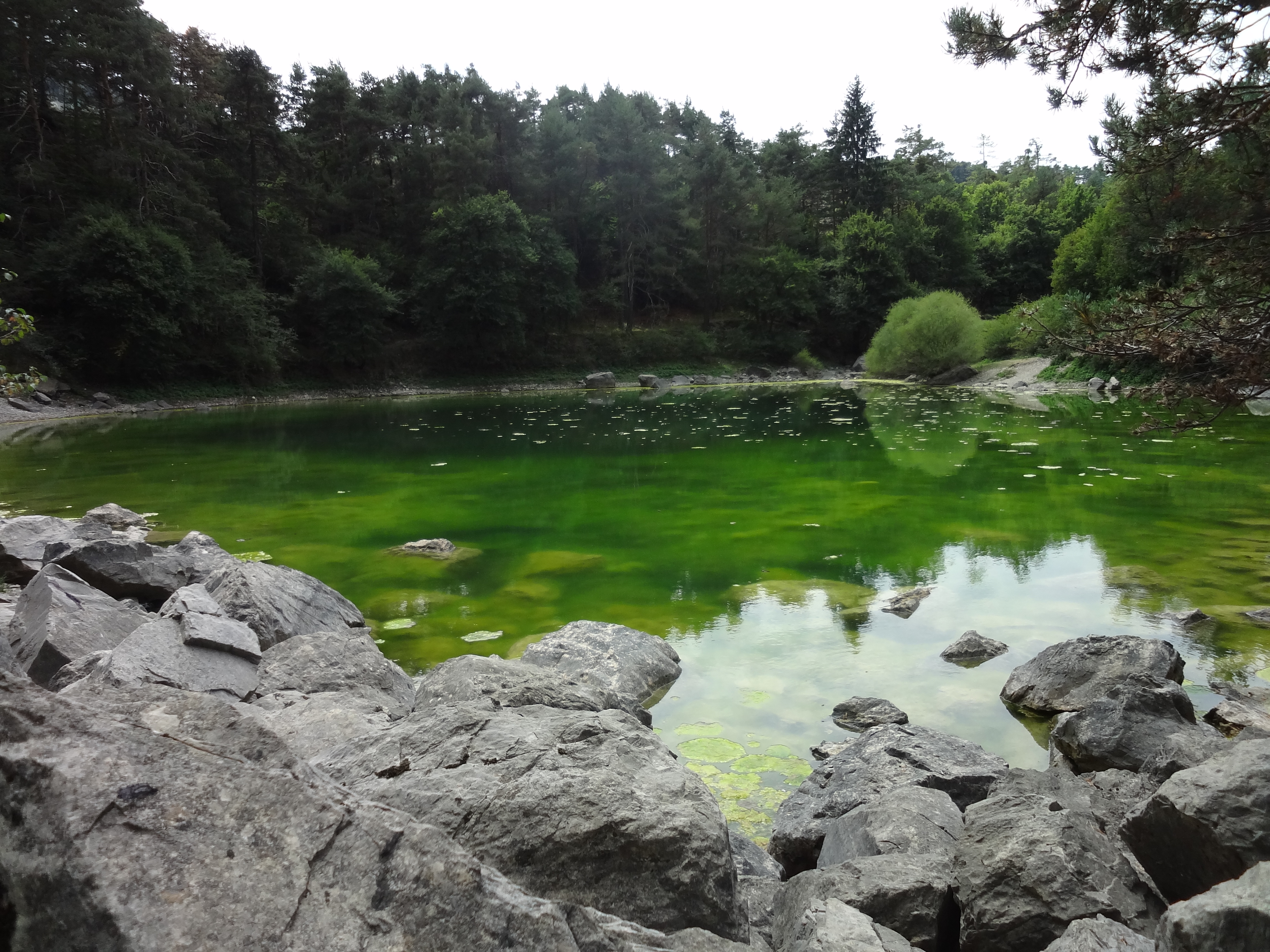
Lac des Eaux-Chaudes

La route RD 107 offre de jolis panoramas.

### Églises et chapelles
L’église paroissiale Sainte-Anne à Prads, qui datait du XIVe siècle, a été entièrement reconstruite en 1876-1878, et réparée en 1888. La nef, longue de trois travées, débouche dans un chœur de faux-style gothique. Elle est orientée au Nord-Ouest.
L’abbaye Sainte-Marie-de-Villevieille, dite de Faillefeu ou de Prads, est construite au milieu du XIIe siècle par les moines de Boscodon, qui la cèdent ensuite à l’abbaye de Cîteaux ; le prieuré dépend ensuite de Cluny. L’église s’est complètement écroulée et constitue un tas de terre et de pierre, entre les bâtiments conventuels encore debout.

Églises et chapelles de Prads-Haute-Bléone.
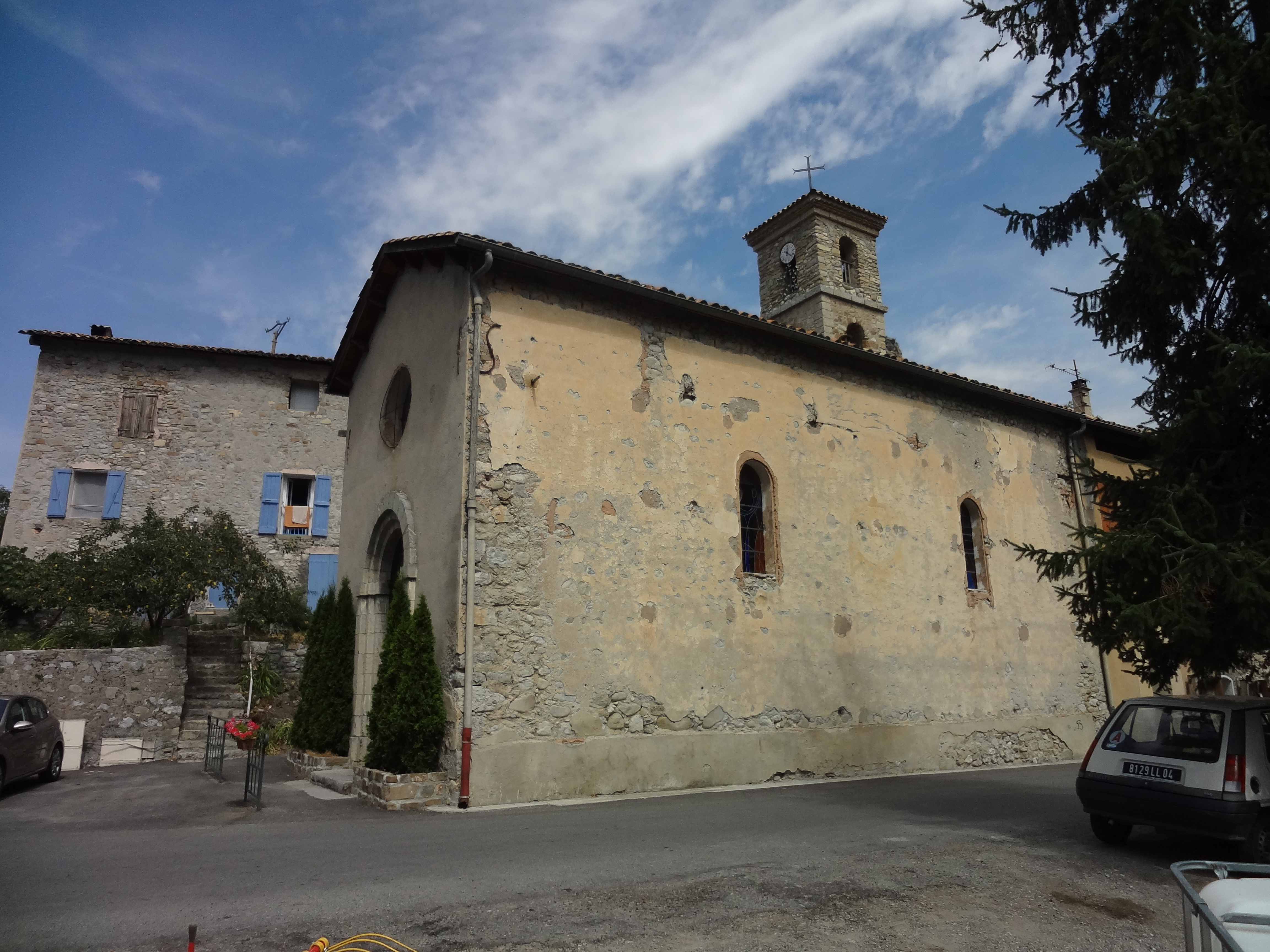
Église Notre-Dame de Blégiers, décrépite (en 2012).
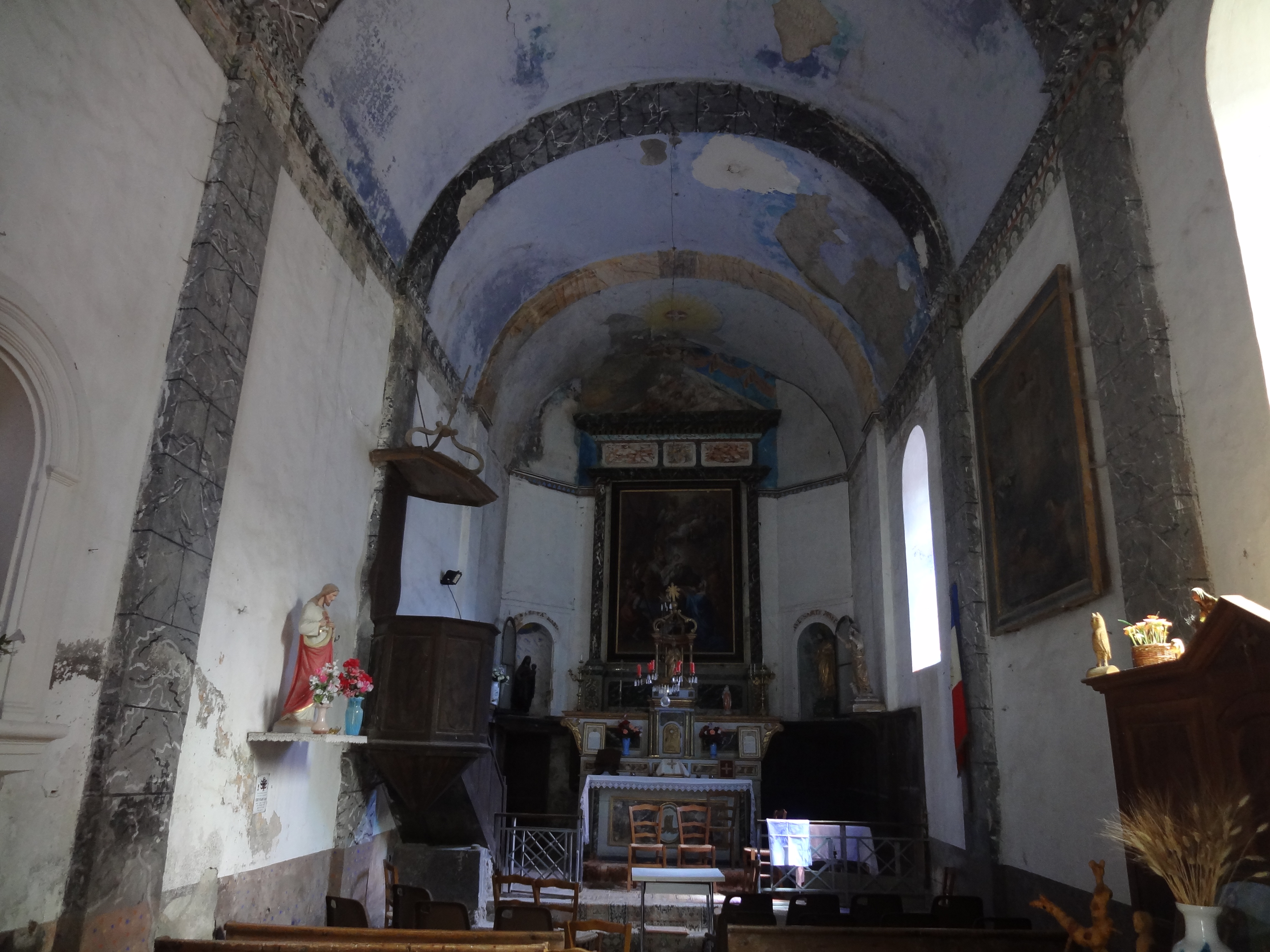
Intérieur de Notre-Dame de Blégiers.
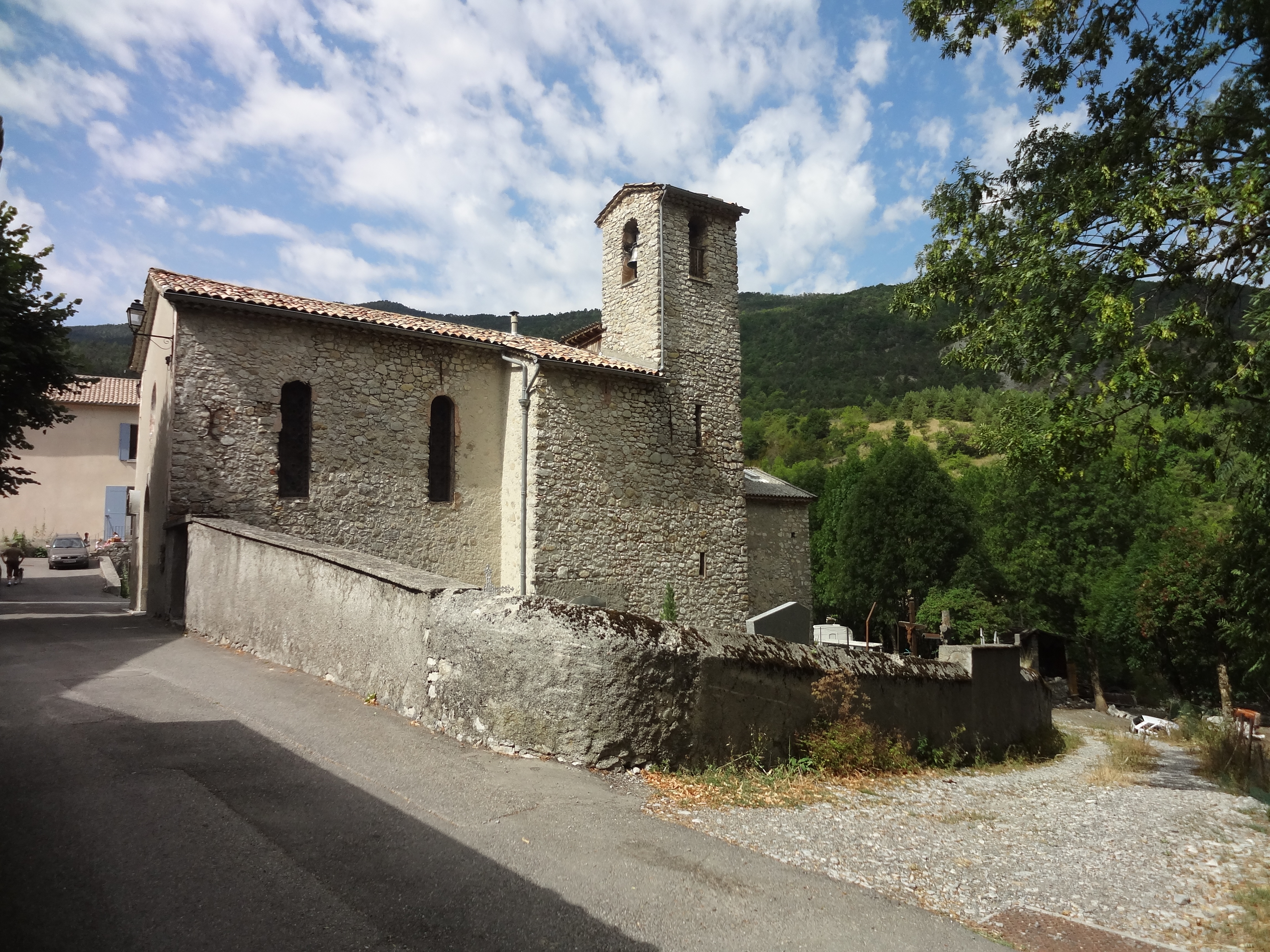
Église Saint-Jean-Baptiste de Chanolles, mur nord.
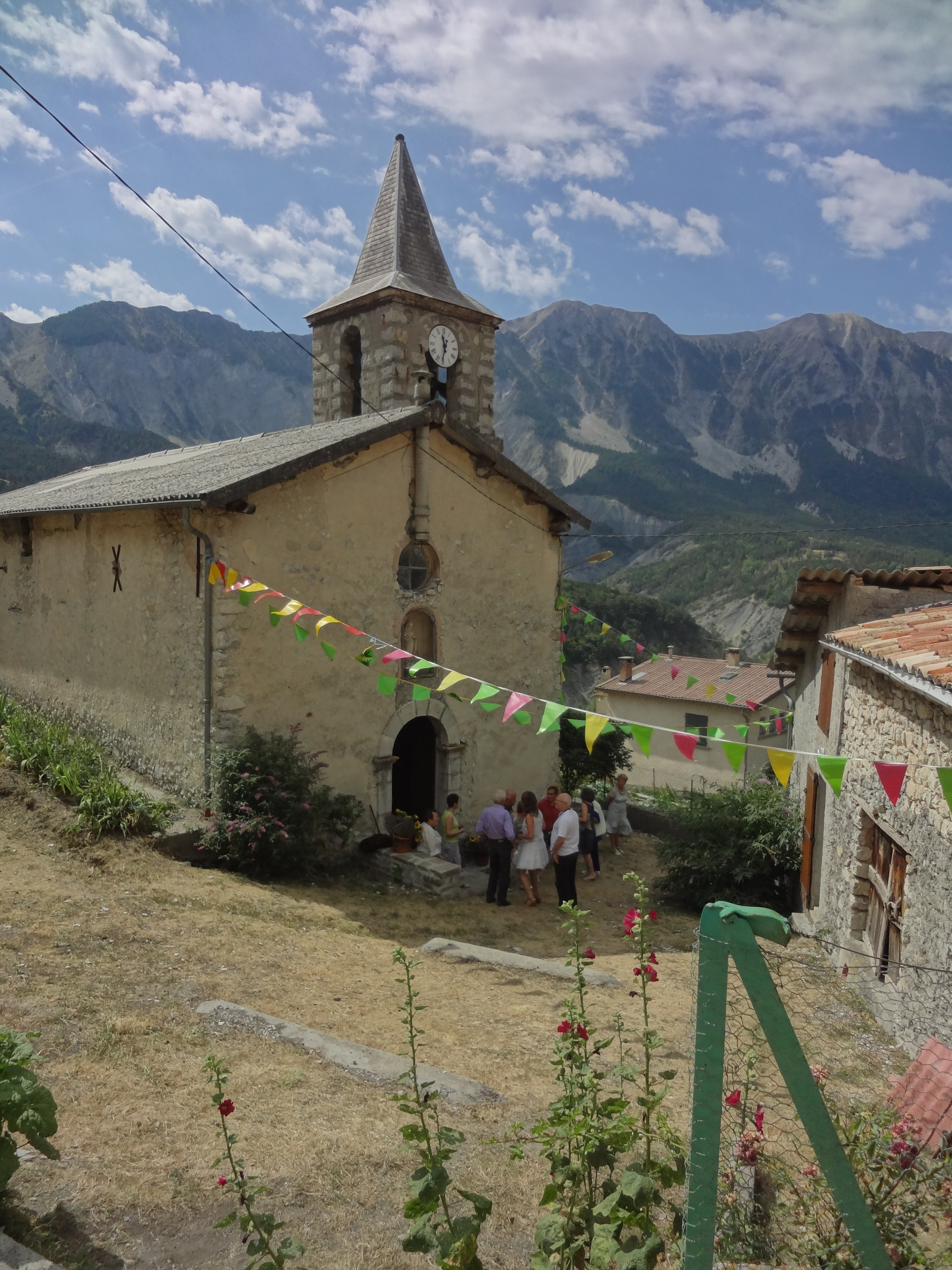
Façade et clocher de l’église Saint-Laurent de Chavailles.
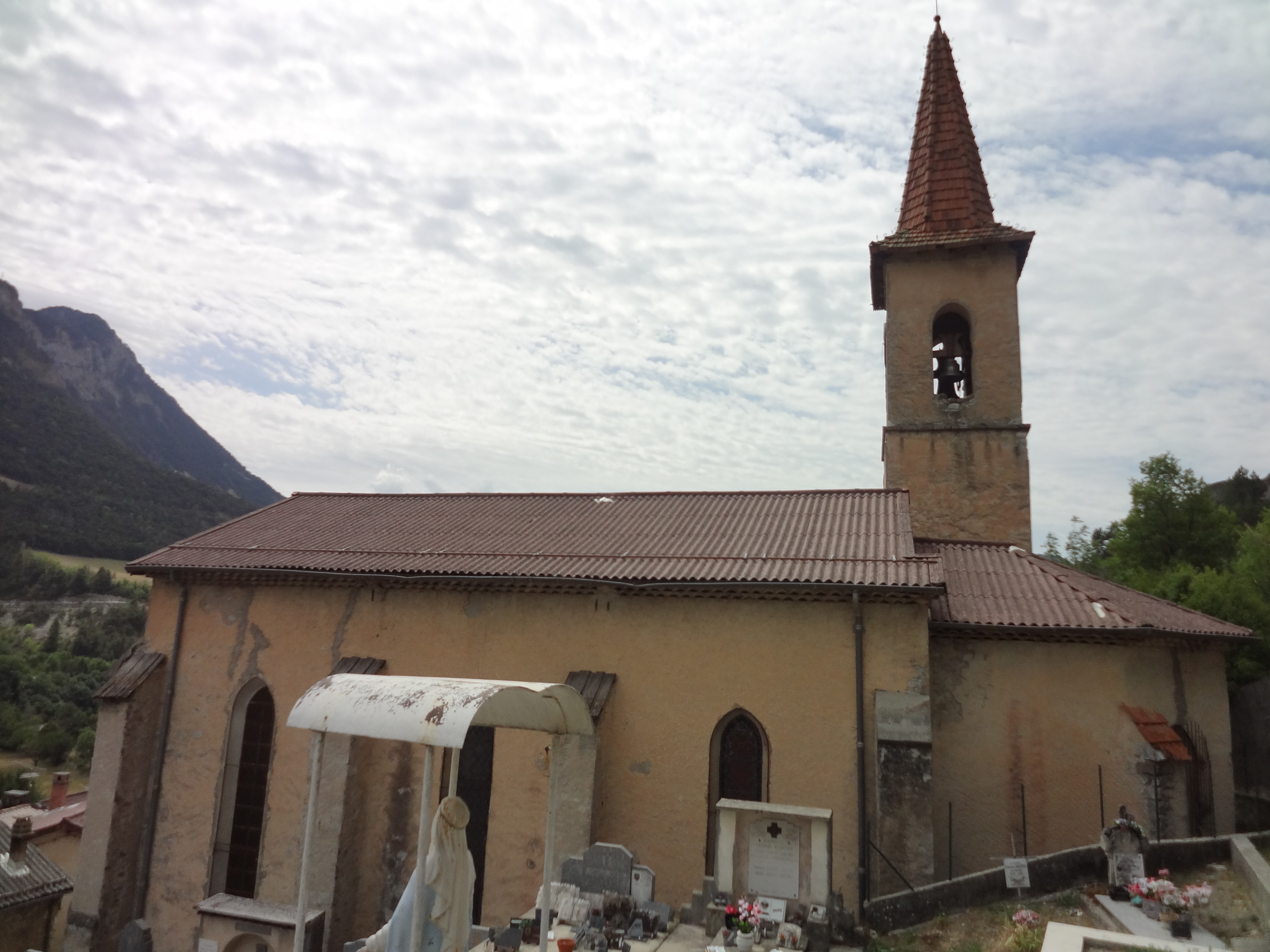
Église Sainte-Anne de Prads.
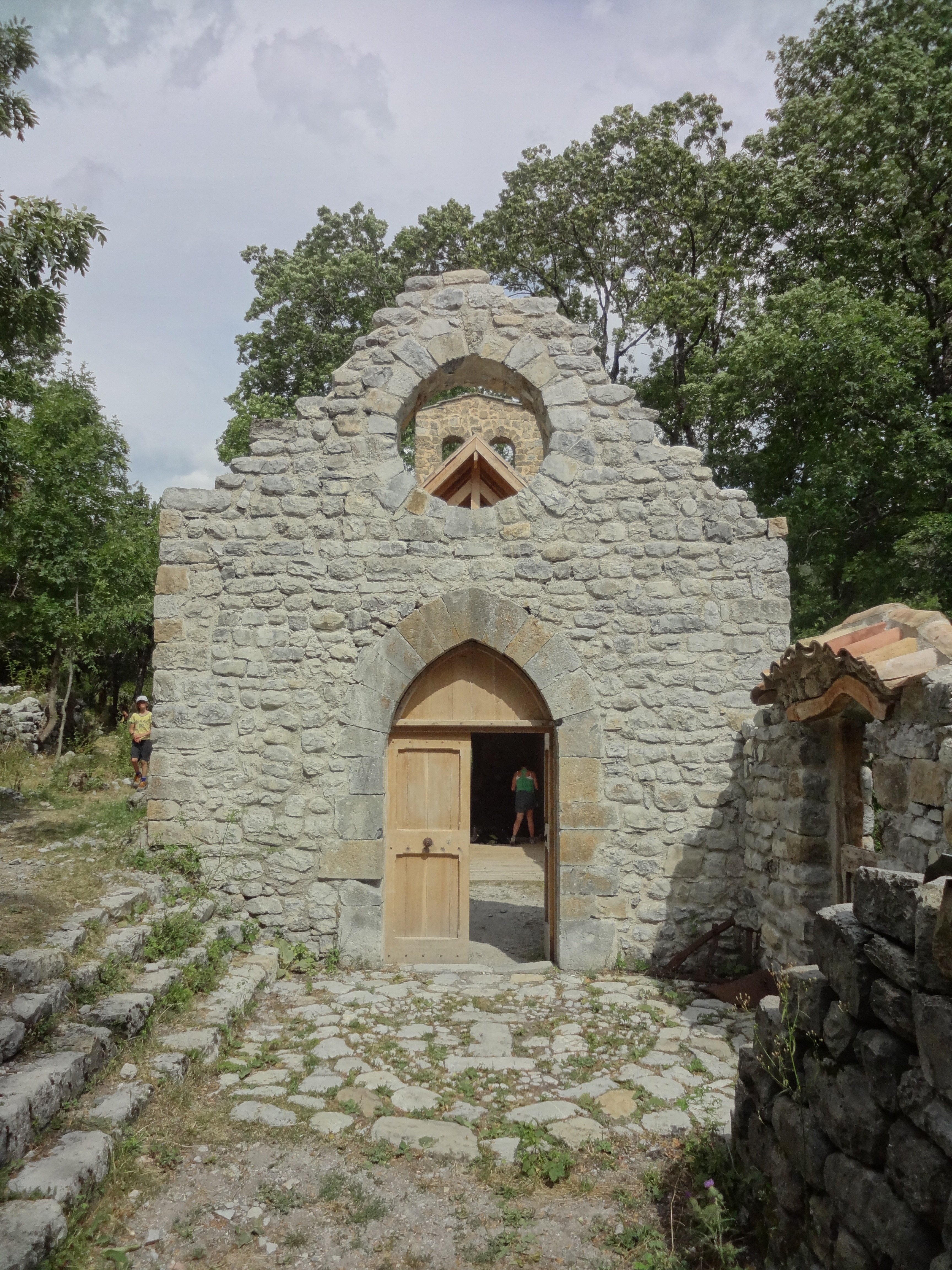
Façade de l’église Saint-Étienne de Mariaud.
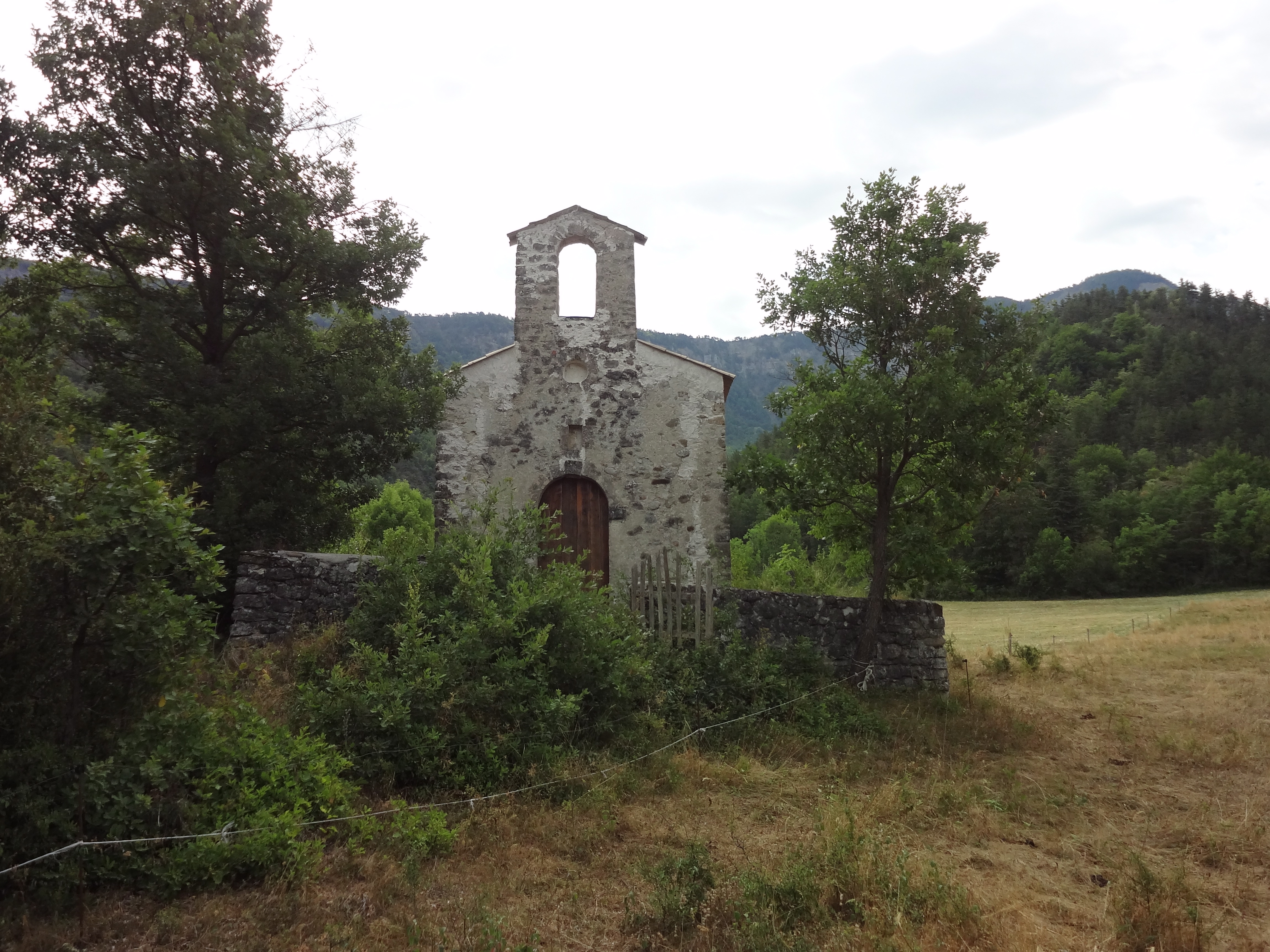
Façade de l’église Notre-Dame-de-Beauvezer de Champourcin.

La commune de Prads-Haute-Bléone regroupe trois anciennes communes, et six communautés médiévales, ce qui explique le grand nombre d’édifices cultuels que l’on trouve sur son territoire :
- chapelle Notre-Dame de Tercier, reconstruite par les habitants en 1829[60] ;
- l’église Notre-Dame de Blégiers, qui était au départ une petite chapelle, est très agrandie vers 1830[95],[60], l’ancienne chapelle Sainte-Barbe étant convertie en sacristie[60]. Le clocher est rebâti en 1877[95] ;
- la chapelle Saint-Roch à Heyres, qui était une succursale de Notre-Dame de Blégiers, a été restaurée en 1982. Elle est construite à 1 200 m d’altitude[60] ;
- l’église Saint-Jean-Baptiste (reconstruite en 1810, restaurée en 1865[95]) à Chanolles, avec une statue de saint Jean du XVe siècle, en bois sculpté et peint, classée[96]. Son clocher date de la fin du XIXe siècle[60] ;
- l’église Saint-Laurent de Chavailles (anciennement Saint-Sauveur[60]) est reconstruite en 1842[95] (XIIIe siècle). Le clocher date du Second Empire[60]. Dans le mobilier de l’église, le ciboire en argent date du XVIIe siècle (classé monument historique au titre objet[97]). Sa petite croix de procession, en argent, date du XVIIIe siècle et est également classée[98] ;
- l’ancienne église Notre-Dame-de-Beauvezer[60] à Champourcin (son calice et sa patène d’argent du XVIIe siècle sont classés[99] ; l'église est actuellement vide et ses propriétaires n'ont pas connaissance de ces objets classés) ;
- au village de Champourcin, l’église Saint-Christophe est installée dans une cave, avec un clocher détaché dans le jardin[60] ;

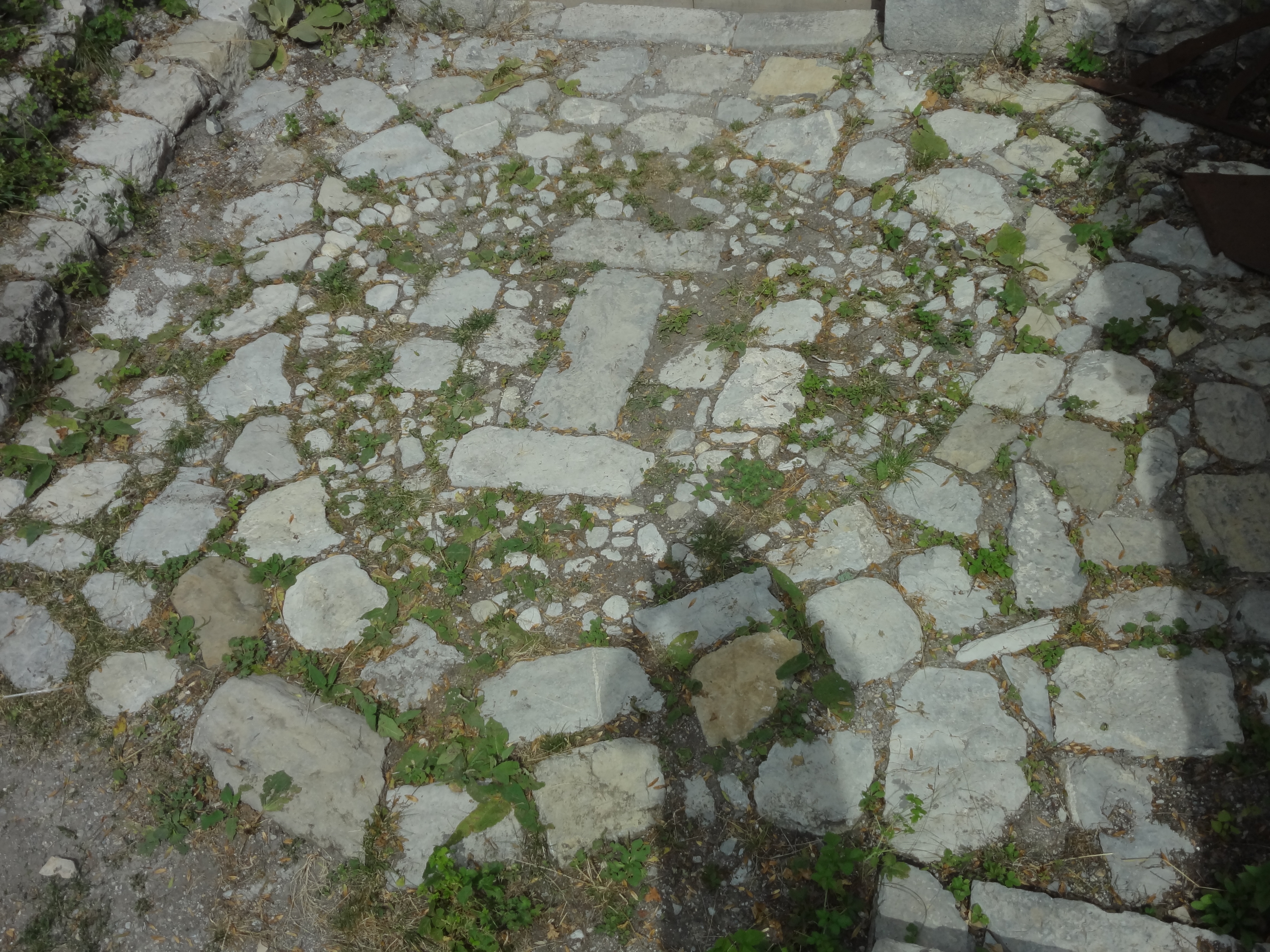
Empierrement du parvis de Saint-Étienne de Mariaud

- la chapelle Notre-Dame-de-la-Transfiguration, au hameau de la Favière, reconstruite en 1838. L’église était le siège d’une paroisse au XIXe siècle, le presbytère date du début des années 1870, le clocher des années 1880[60] ;
  - ruines de l’église Saint-Étienne de Vière (romane, construite au XIIIe siècle[60] et en cours de restauration depuis 2011), dans l’ancien village de Mariaud. L’empierrement du parvis de l’église Saint-Étienne dessine une croix de Jérusalem inscrite dans un triangle de Reuleaux.

Mobilier des églises de Prads-Haute-Bléone.
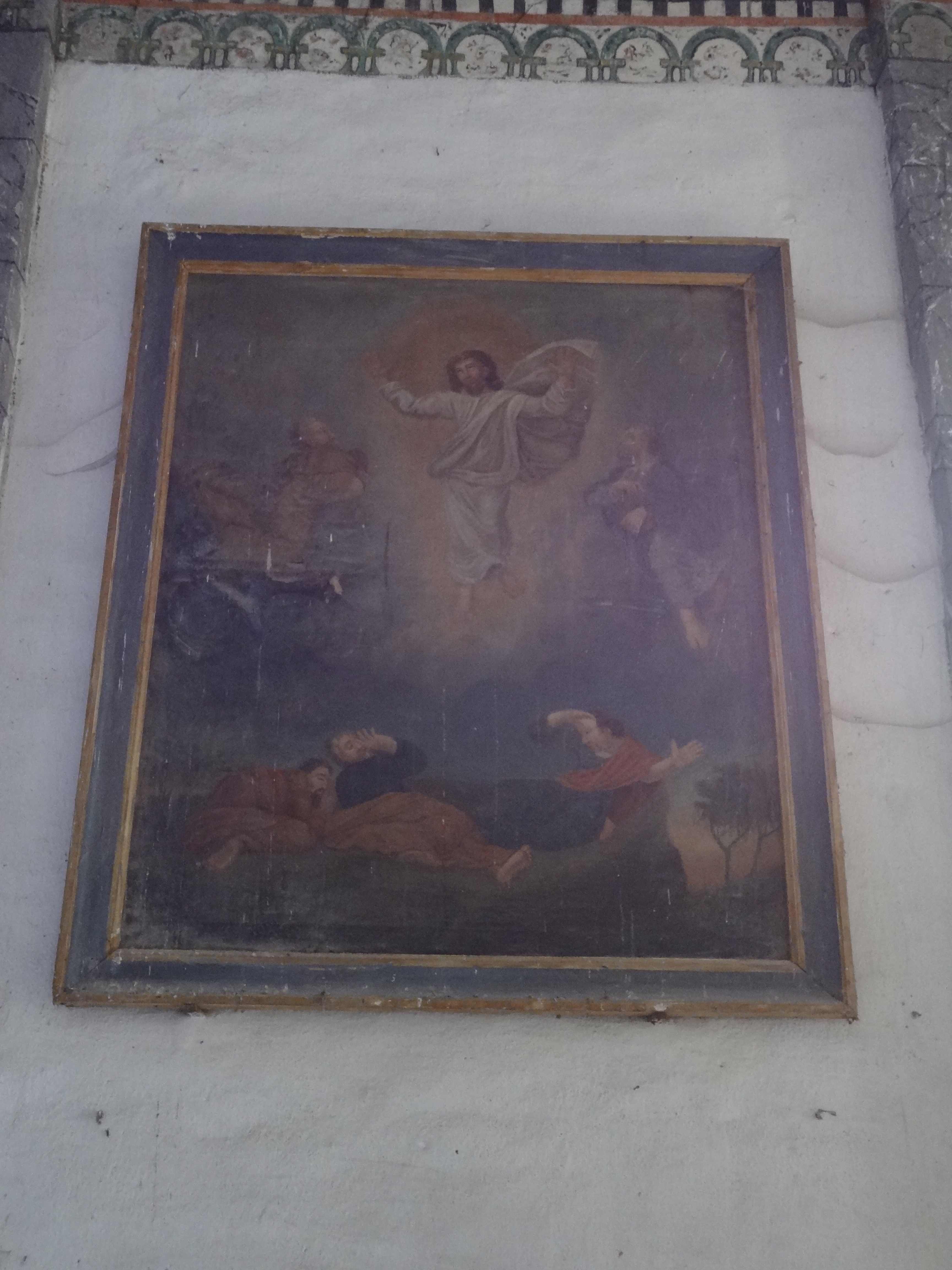
Transfiguration à Blégiers.
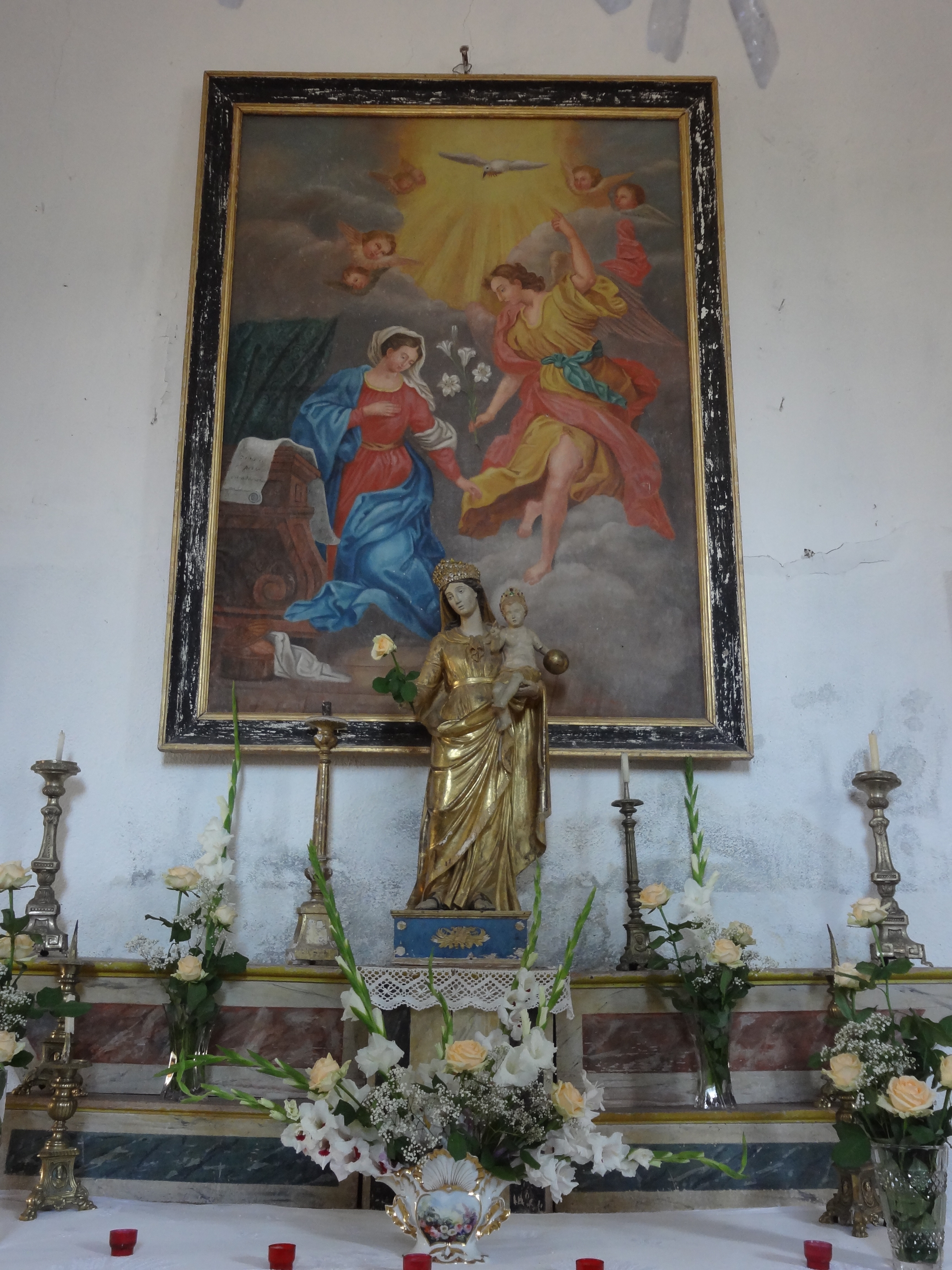
Assomption à Chavailles.
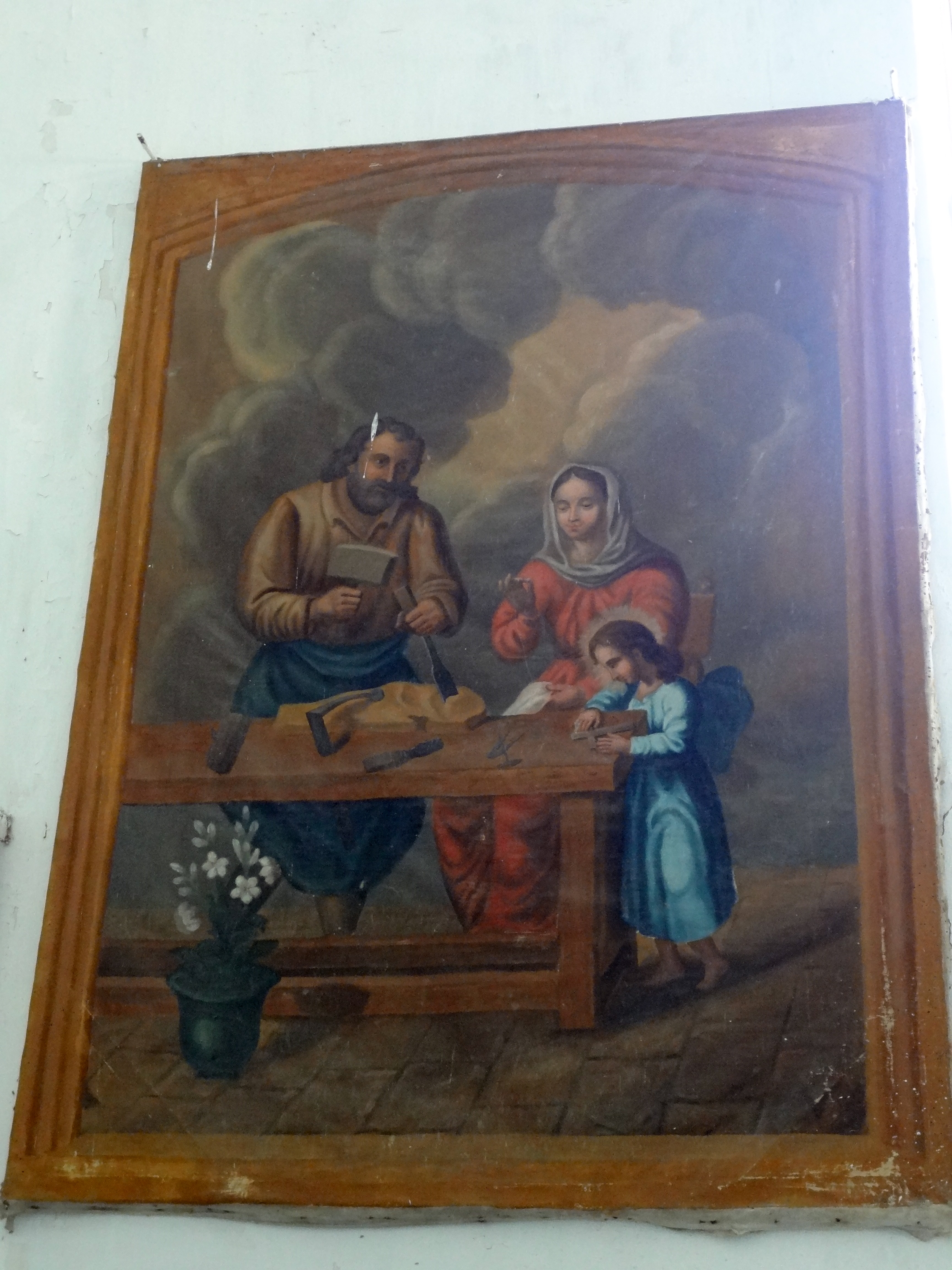
La Sainte-Famille autour de l’établi de charpentier avec des outils traditionnels.
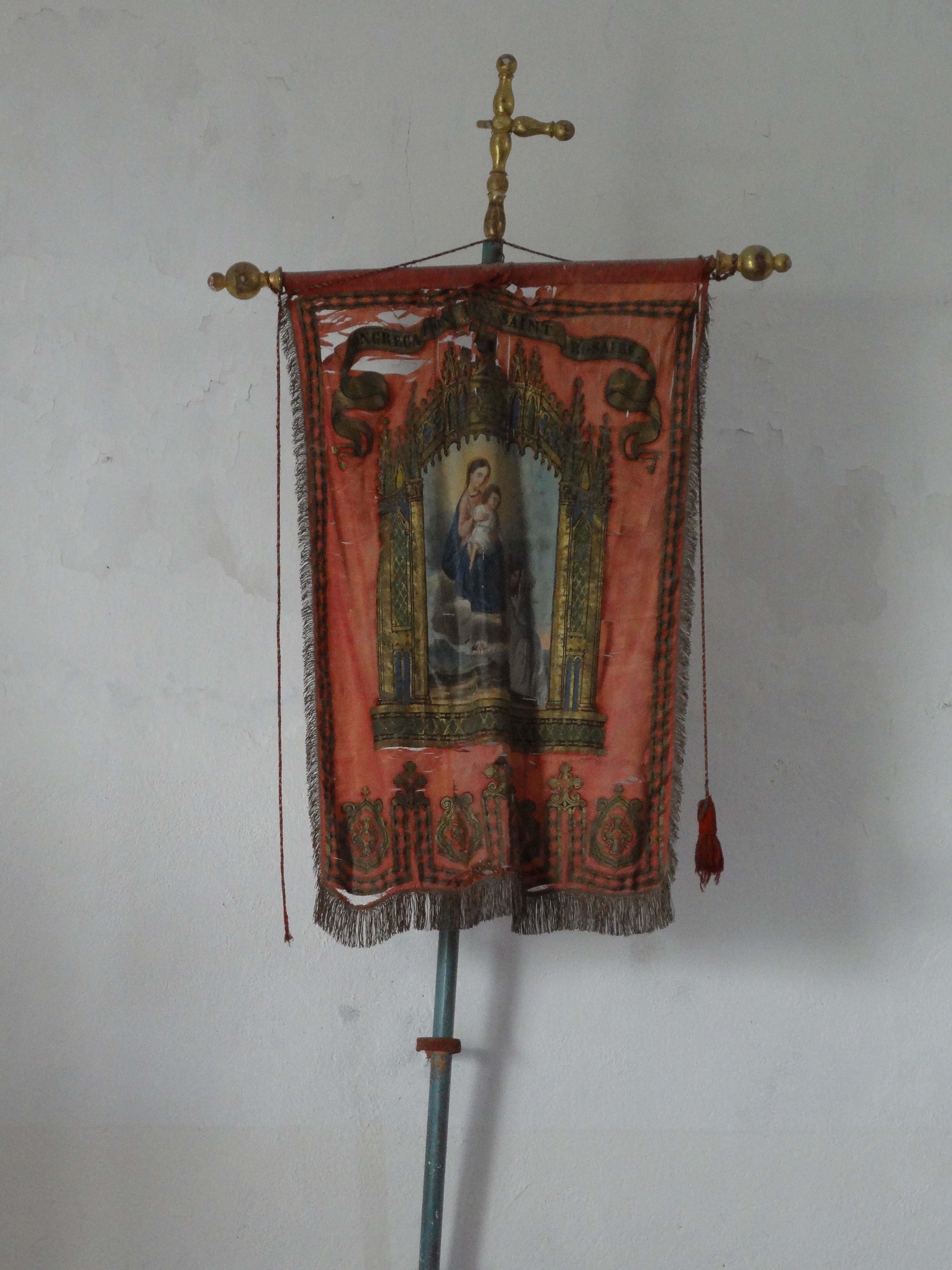
Bannière de procession à l’église Saint-Laurent de Chavailles.
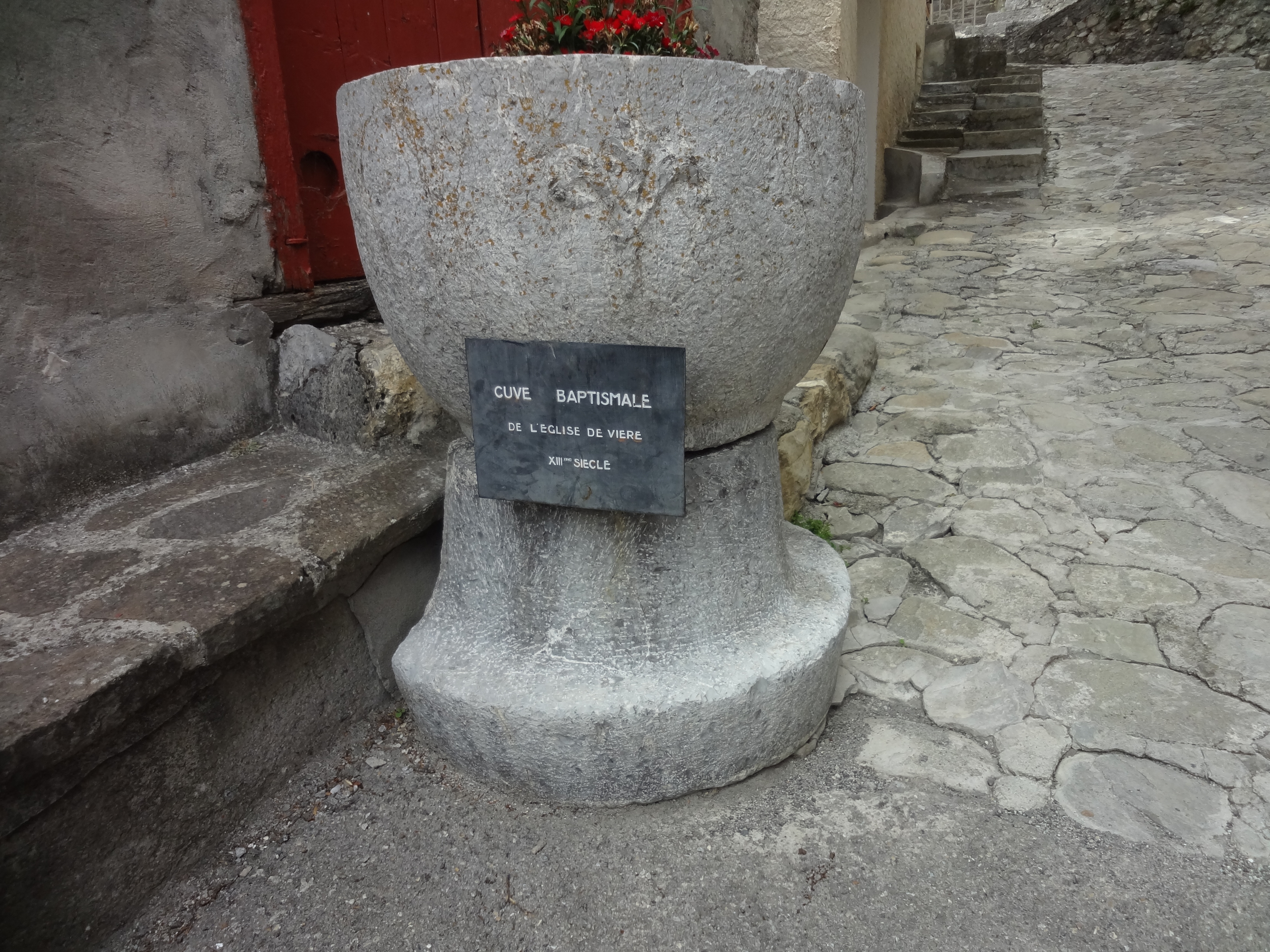
Cuve baptismale médiévale de Prads.

### Château
Le château de Mariaud est en ruines.

## Personnalités liées à la commune
C'est le village du père de Christian Garcin, l'écrivain y passe encore très souvent ses vacances d'été.
Jean Taxis est un homme d'affaires français du XVIIIe siècle, né à Blégiers.